# Avocette élégante
Vous lisez un « article de qualité » labellisé en 2020.
Recurvirostra avosetta
Espèce
Statut de conservation UICN

 LC  : Préoccupation mineure
L'Avocette élégante (Recurvirostra avosetta) est une espèce d'oiseaux de la famille des Recurvirostridae, la seule espèce du genre Recurvirostra vivant en Europe.
Limicole caractéristique des lagunes et marais côtiers, elle se reconnaît aisément avec son long bec recourbé vers le haut, ses grandes pattes et son plumage bicolore. Pouvant mesurer 40 centimètres de longueur et 70 centimètres d'envergure, c'est une espèce d'assez grande taille, qui se nourrit de divers invertébrés présents dans l'eau et la vase, qu'elle capture grâce à son bec caractéristique. Elle niche le plus souvent en colonie de 10 à 70 couples sur des îlots ou des digues à proximité immédiate de l'eau et pond généralement quatre œufs au sol, dans une coupelle simple creusée dans le sable. Très territoriale lorsqu'elle défend ses poussins, que ce soit contre d'autres individus de la même espèce ou contre ses prédateurs — divers rapaces, corvidés et mammifères —, l'avocette a une longévité d'environ 20 ans (record à 27 ans).
L'espèce couvre un vaste territoire, de l'Europe occidentale aux plaines du centre de l'Asie, en passant par la péninsule indienne et l'Afrique. Une partie de sa population est migratrice et effectue chaque année de longs voyages vers le sud de son aire de répartition, tandis qu'une autre partie est sédentaire. En France, l'espèce est présente sur le littoral de la Manche, sur la côte atlantique et en Méditerranée et reçoit en hiver le renfort de populations plus nordiques, tandis que certains individus hivernent en Europe du Sud ou en Afrique.
Décrite par Carl von Linné en 1758, l'avocette est l'une des quatre représentantes de son genre, les trois autres espèces occupant des continents différents. Considérée comme préoccupation mineure (LC) par l'UICN en raison de sa large répartition et de ses effectifs relativement importants, elle n'en est pas moins menacée par de nombreux facteurs anthropiques, tels que la destruction de son habitat, le réchauffement climatique ou la pollution. De nombreux programmes scientifiques tentent de mieux comprendre sa biologie, en particulier ses voies migratoires, pour mieux la protéger.

## Description

### Plumage

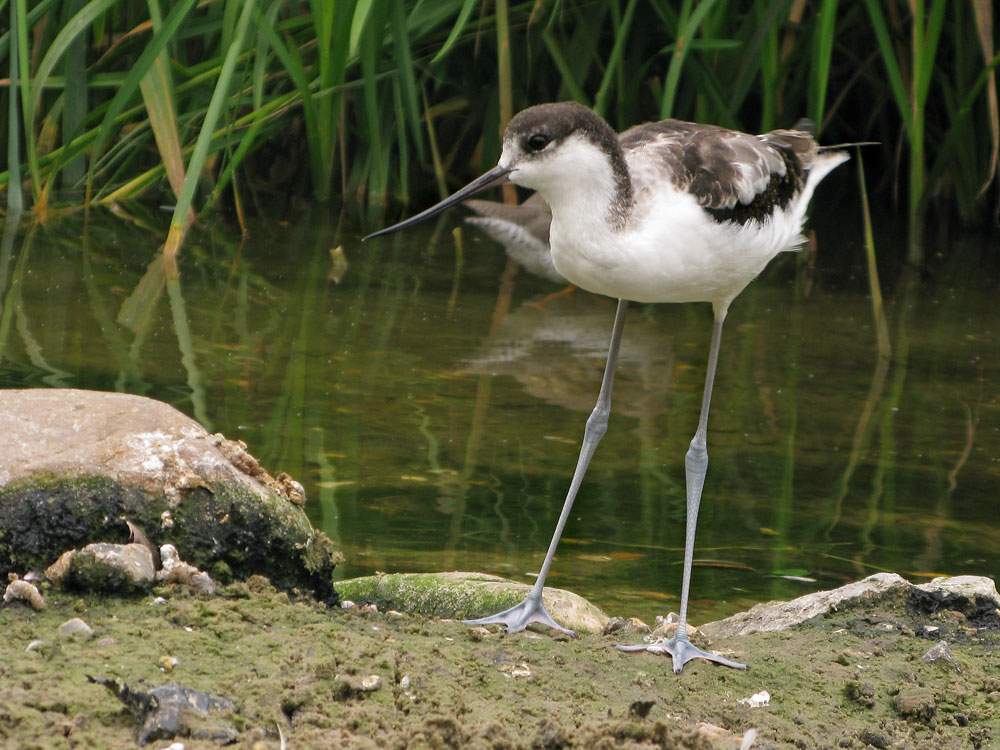
Un individu de 1re année avec les ailes plus sombres que celles d'un adulte.

Les adultes ont un plumage bigarré de noir et blanc, avec une capuche noire se prolongeant à l'arrière du cou. Les rémiges primaires sont noires, la base des internes est blanche, tandis que les rémiges cubitales sont gris foncé. Les rectrices médianes sont gris brun pâle et les autres sont blanches. L'espèce ne présente pas de variation saisonnière de plumage. La queue est blanche et les pattes bleutées. Le bec long est noir, fin et incurvé vers le haut.
Le dimorphisme sexuel, difficilement perceptible sur le terrain, se fait principalement au niveau du bec, qui est plus long et moins arqué chez le mâle, tandis qu'il est plus court et plus nettement arqué chez la femelle. Chez cette dernière, les motifs noirs sur la tête peuvent occasionnellement être plus bruns et flous que chez le mâle. Il y a également une différence de taille, les mâles étant plus grands que les femelles. Enfin, les mâles présentent un iris rouge ou brun rouge, tandis que les femelles ont un iris brun noisette.
En vol, la pointe des ailes et les épaules sont noires et les pattes dépassent de la queue.
Les poussins sont couverts d'un duvet gris brun pâle, finement pointillé de noir, avec des dessins noirs sur la tête, quatre rangées de taches noires sur le dos et le dessous blanc, teinté de jaunâtre au cou et au ventre. L'iris est brun foncé.
Les juvéniles ont des couvertures alaires gris sale, les plumes du dos et des scapulaires vermiculées de brun-roux et des pattes grisâtres. À partir du premier été, les rémiges primaires des jeunes apparaissent très usées et brunâtres. Après la première mue qui a lieu au plus tard à la fin septembre, les individus sont semblables aux adultes.
Deux mues ont lieu : une mue partielle en février - mars, avant la reproduction, et une mue complète après la reproduction, entre les mois de juillet et d'octobre.

### Mensurations
L'Avocette élégante est un oiseau mesurant entre 42 et 46 centimètres de longueur, pour une envergure allant de 67 à 77 centimètres, voire 80 centimètres. L'aile du mâle adulte mesure entre 22 et 23,8 centimètres, tandis que celle de la femelle mesure entre 21,9 et 24 centimètres.
Son bec mesure entre 8,2 et 9,1 centimètres chez le mâle et est légèrement plus court chez la femelle, entre 7,2 et 8,5 centimètres. Ses pattes dépassent les 10 centimètres, pour un tarse de 8,5 à 9,4 centimètres chez le mâle et de 7,5 à 9,2 centimètres pour la femelle,. Sa queue mesure entre 8 et 9 centimètres chez le mâle adulte et entre 7,8 et 8,7 centimètres chez la femelle adulte.
Son poids varie de 267 à 382 grammes, pour une moyenne de 325 grammes.
|       | Mâle juvénile  | Femelle juvénile |
| ----- | -------------- | ---------------- |
| Aile  | 21,6 à 22,9 cm | 20,6 à 22,2 cm   |
| Queue | 7 à 7,9 cm     | 6,6 à 7,3 cm     |
| Bec   | 7,3 à 8,8 cm   | 7,3 à 8,8 cm     |
| Tarse | 6,5 à 9,5 cm   | 6,5 à 9,5 cm     |

Prises de mesures sur un poussin d'Avocette élégante
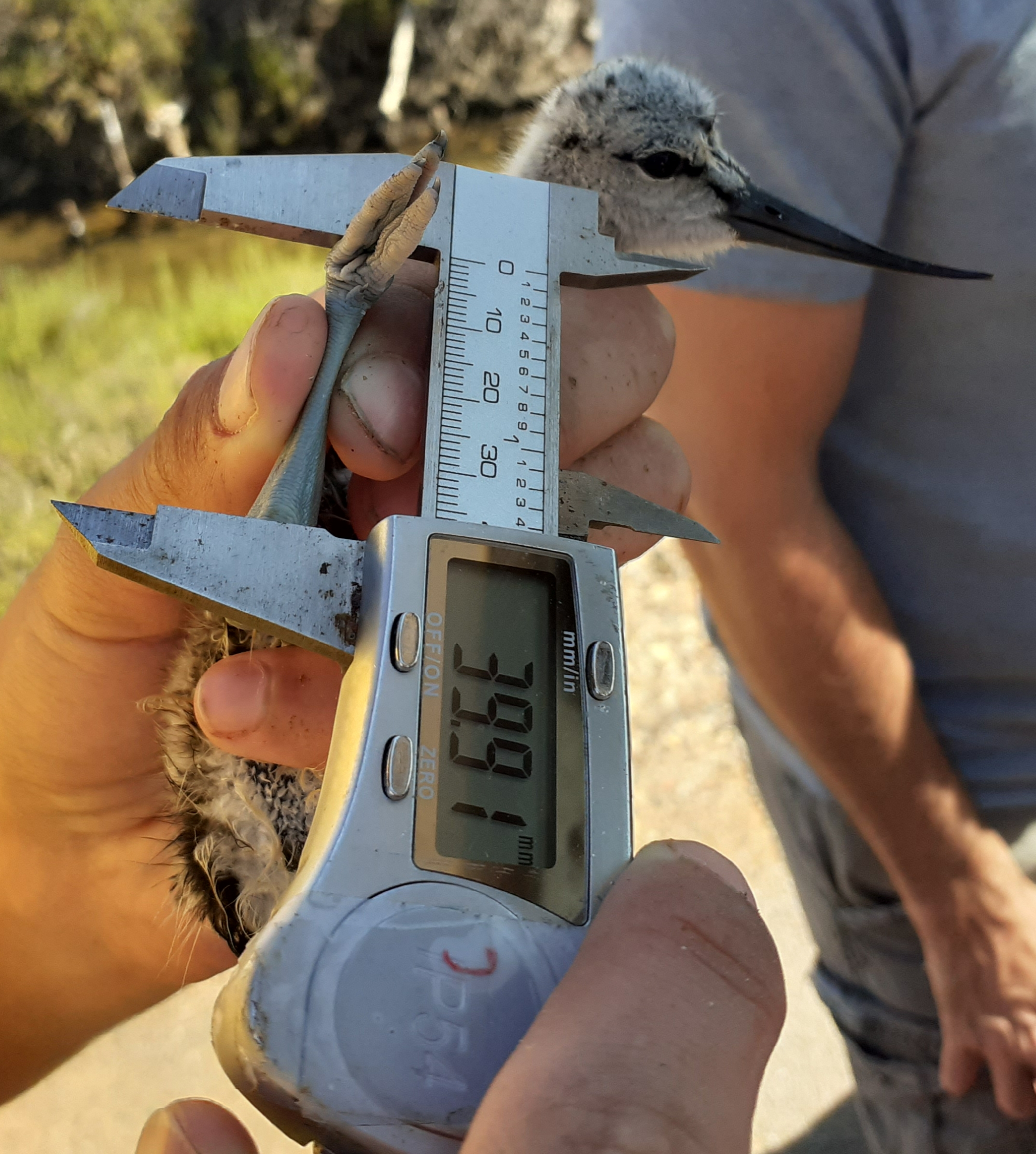
Mesure de la longueur du tarse d'un poussin d'avocette de quelques semaines.
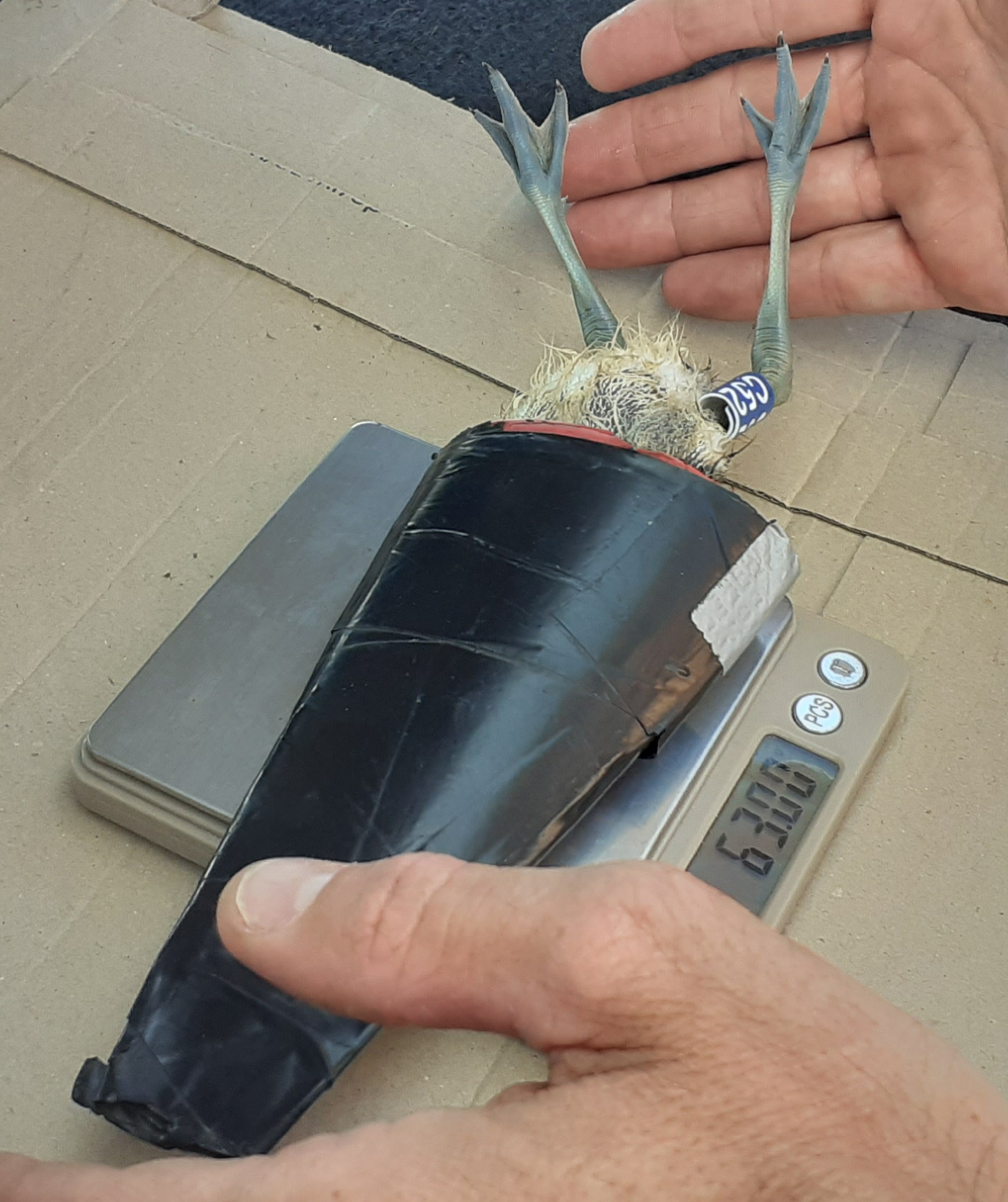
Mesure du poids d'un poussin d'Avocette élégante.
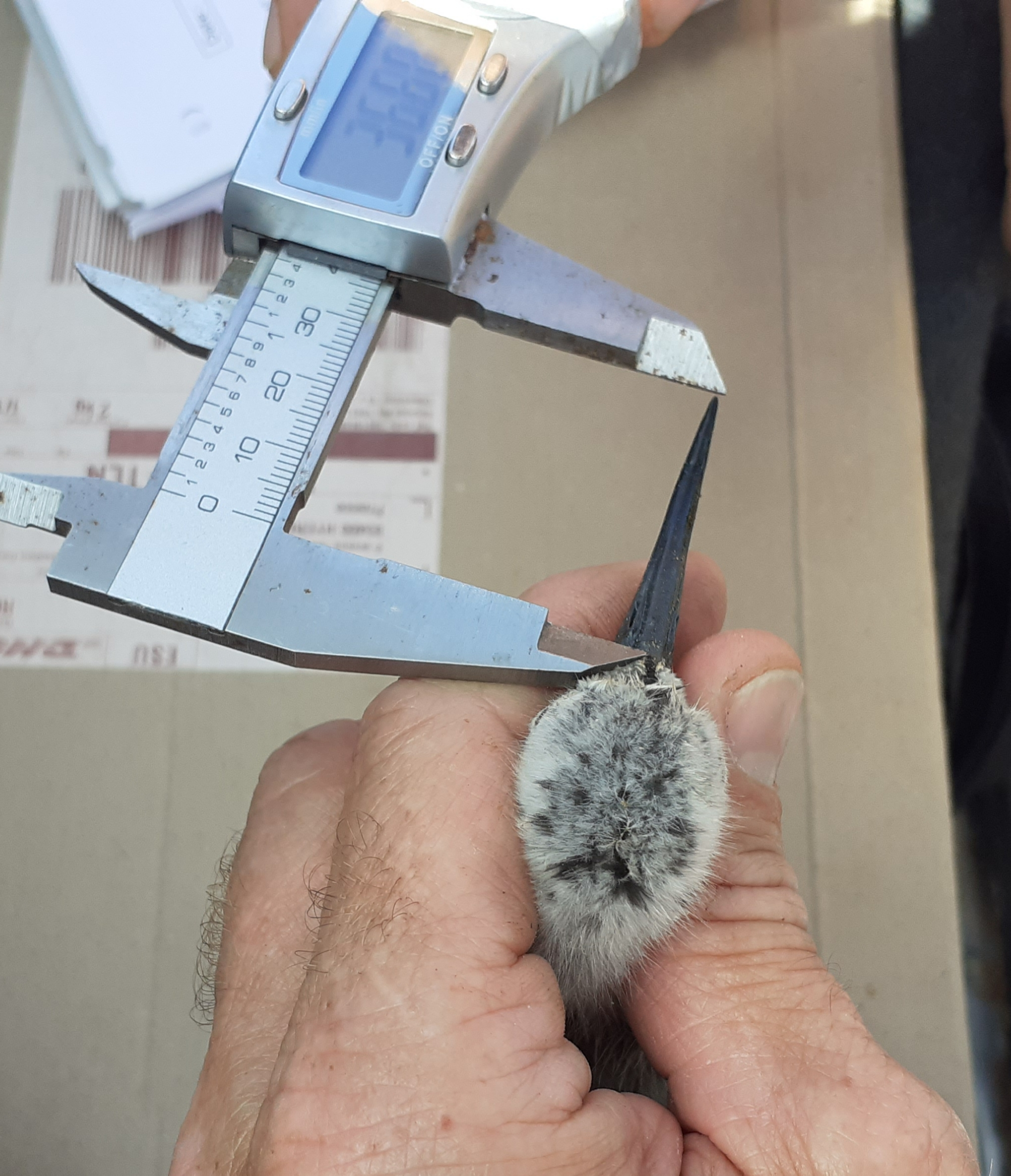
Mesure de la longueur du bec d'un poussin d'Avocette élégante.

### Espèces proches
L'Avocette élégante est la seule espèce de son genre à être présente en Europe, en Afrique et en Asie.
Les autres espèces du genre Recurvirostra, qui possèdent des motifs différents, ont toutes des zones de répartition qui ne se chevauchent pas. Elles se rencontrent en Amérique du Nord pour l'Avocette d'Amérique (Recurvirostra americana), en Amérique du Sud pour l'Avocette des Andes (Recurvirostra andina) et en Australie pour l'Avocette d'Australie (Recurvirostra novaehollandiae).

Illustration des différentes espèces d'avocettes
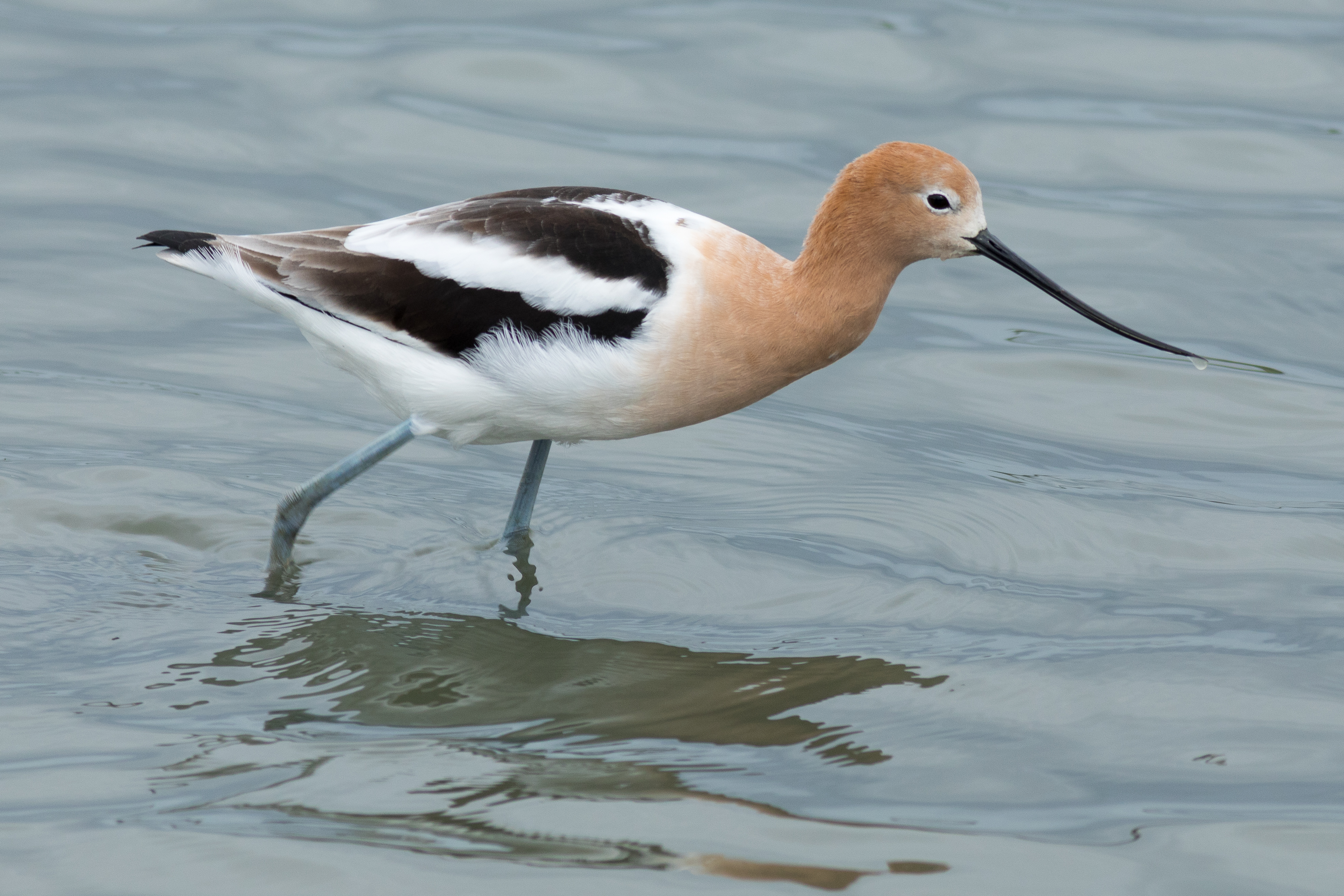
Une Avocette d'Amérique en Californie.
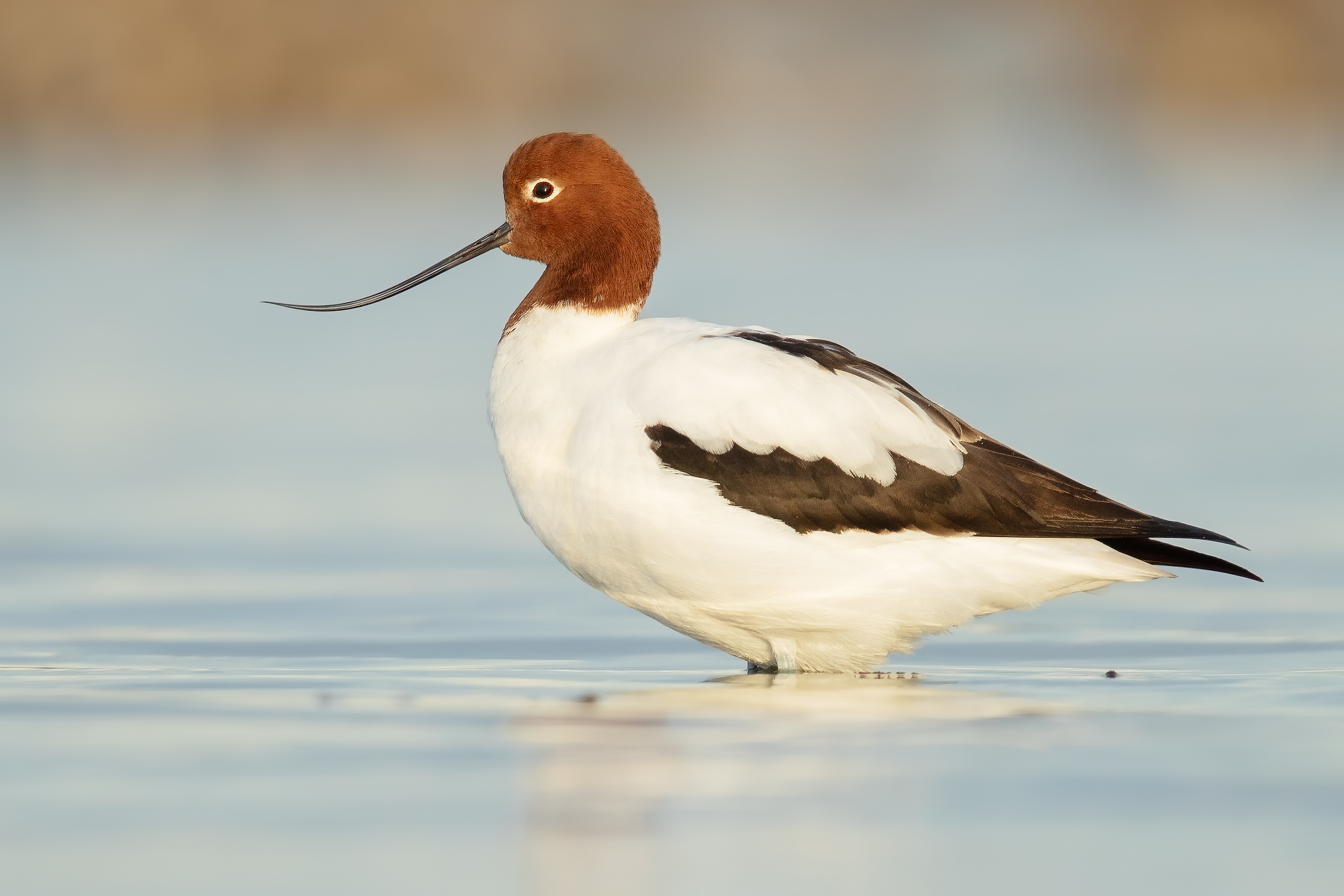
Une Avocette d'Australie en Nouvelle-Galles du Sud.
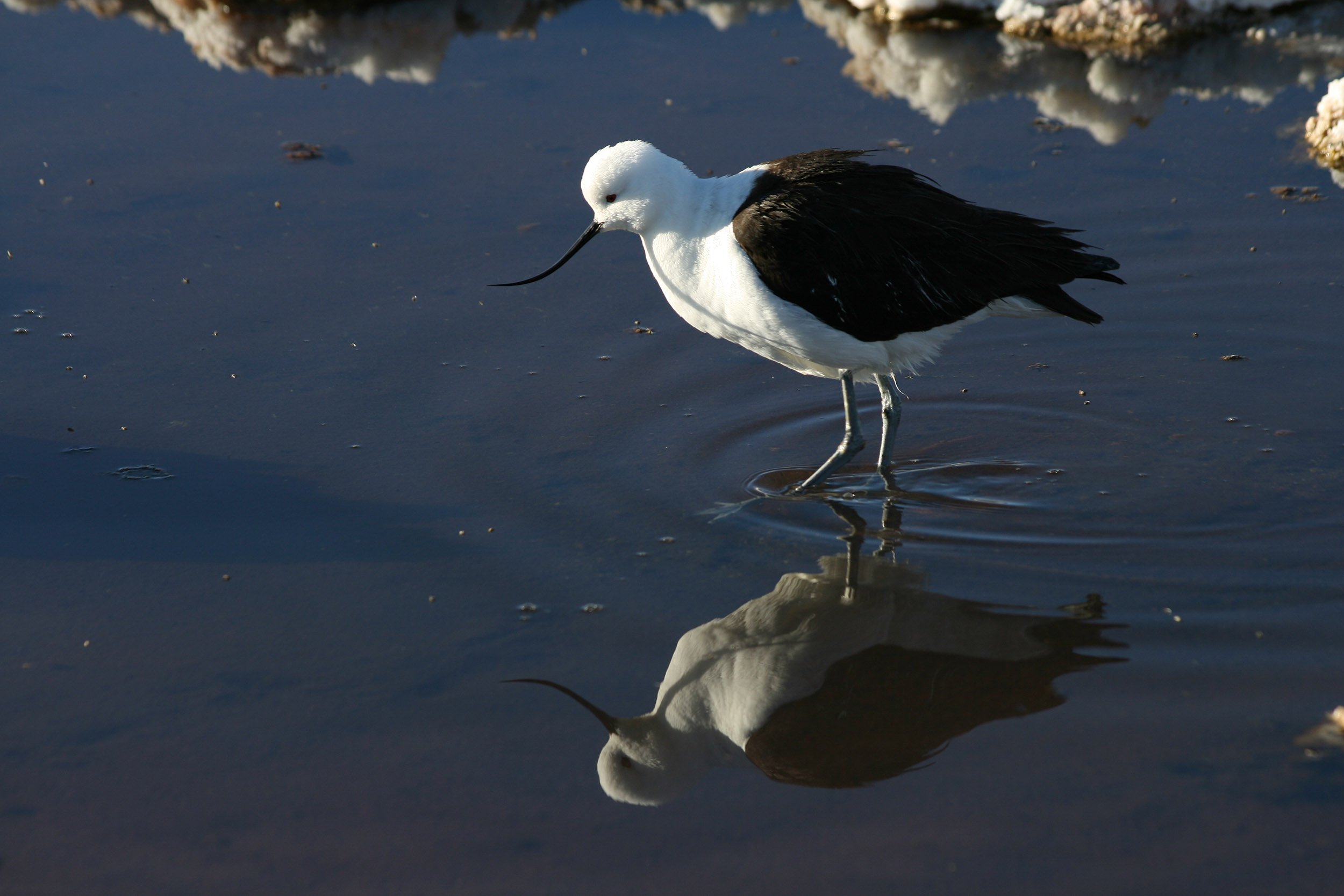
Une Avocette des Andes au Chili.

La silhouette et le plumage caractéristiques de l'Avocette élégante empêchent toute confusion de près ou dans de bonnes conditions d'observation ; de loin ou dans de mauvaises conditions d'observation, elle pourrait être confondue avec la Mouette rieuse, qui présente également un plumage bicolore, et en vol avec le Tadorne de Belon ou le Harle bièvre.

## Écologie

### Comportement
Au repos, l'espèce se tient volontiers sur une seule patte comme beaucoup de limicoles. Elle peut également se poser sur ses tarses, et même se coucher à terre, en particulier lorsqu'il y a du vent. Lors des périodes de marée haute, des groupes de centaines, voire de milliers d'individus, peuvent se regrouper sur des îlots ou des berges. Elle peut aussi dormir en pleine eau, se laissant flotter. Les vols groupés sont courants.
L'espèce est particulièrement grégaire, en dehors de la période de reproduction, en partie en raison du peu de sites d'alimentation disponibles localement.

### Voix
Le cri de contact et le cri d'alarme de l'espèce, notamment émis par les adultes lors d'un danger affectant les poussins, correspond à un sifflement flûté, quelquefois plaintif, s'apparentant à un plut-plut-plutt ou encore à un klup-klup-klup. Paul Géroudet indique également des kvit-kvit-kvit lorsque les oiseaux sont excités, voire des krit-krit ou des kvèt. Lors du passage de prédateurs près des poussins, l'avocette peut aussi émettre des kriyu. Enfin, elle peut aussi produire des buk-buk doux lors de l'élevage des jeunes ou des glouglou... grrugrrugrru avec son partenaire lors de la période de reproduction.

### Régime alimentaire et techniques de chasse

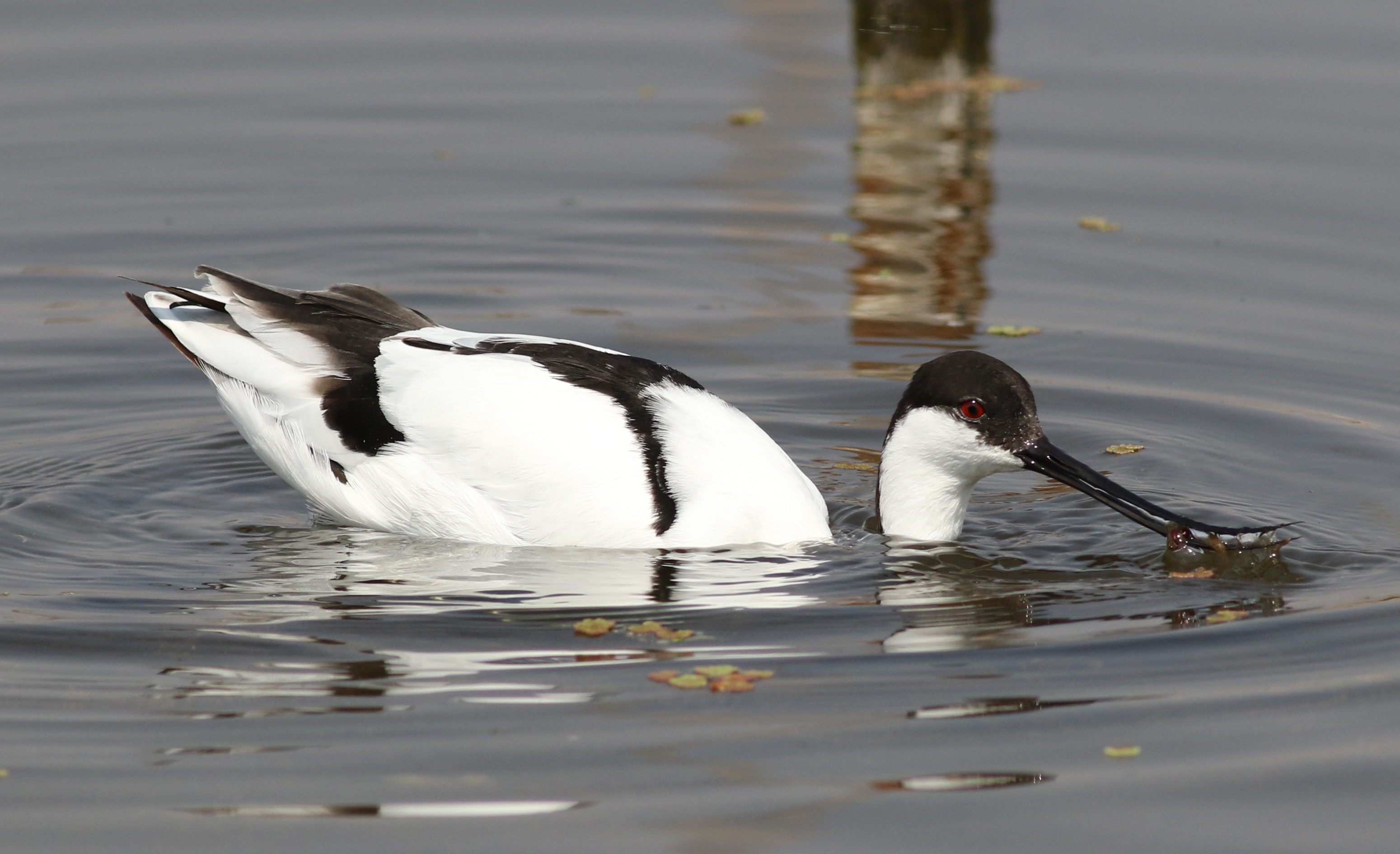
Avocette se nourrissant de petits invertébrés grâce à son bec courbé.

L'Avocette élégante se nourrit principalement de petits invertébrés benthiques, tels que des annélides, de petits crustacés, par exemple du genre Corophium, des vers oligochètes et polychètes (comme Hediste diversicolor ou des espèces du genre Polydora), des mollusques bivalves,, ainsi que de petits insectes (moucherons, coléoptères) mesurant entre 4 et 15 millimètres de longueur,,. Les besoins alimentaires de l'espèce sont évalués à 150 grammes en moyenne par jour par individu.
Les larves de chironomes constituent une ressource majeure de nourriture lors de la période de reproduction, mais également lors de l'hivernage dans les marais salants.
Elle peut également se nourrir occasionnellement de petits poissons, ainsi que de graines et de petites racines,.
Elle utilise son bec pour fouiller la surface du sédiment, dans lequel elle donne des coups de bec latéraux pour trouver ses proies, mais peut également les capturer à vue,. Lors des périodes d'alimentation en groupe, les coups de becs latéraux sont plus rapides et sabrent de manière presque continue.
Les adultes s'alimentent dans des couches d'eau d'une profondeur de 4 à 10 centimètres. Il lui arrive également de se nourrir en picorant sur les plages et elle peut nager dans des eaux plus profondes et basculer sa tête dans l'eau à la recherche de nourriture à la manière d'un canard. D'autres techniques de chasse sont recensées, par exemple, en groupe, l'avocette peut, le cou tendu, lancer en avant son bec à la surface de la vase puis revenir en arrière pour cueillir ses proies et répéter ce mouvement.
Localement, l'espèce peut superposer son mode de vie circadien à celui des marées et se nourrir de nuit dans les marais salants, par exemple dans la presqu'île guérandaise.

### Philopatrie
L'Avocette élégante est considérée comme une espèce philopatrique, c'est-à-dire que les individus ont tendance à instinctivement revenir à l'endroit où ils sont nés, pour se reproduire. Cela a pu être démontré par l'identification d'oiseaux bagués sur des sites de reproduction en Atlantique, notamment dans le golfe du Morbihan, dans les marais de Guérande et dans les marais de Müllembourg sur l'île de Noirmoutier, où une partie des oiseaux bagués est revenue nicher sur le même site. En Atlantique, le taux de survie et de retour d'oiseaux sur leur lieu de naissance varie entre 48 et 75 % pour la première année (avec une moyenne de 58 %) et va de 78 à 100 % (avec une moyenne de 90 %) pour les individus adultes, selon les années.
La philopatrie pourrait expliquer l'augmentation des effectifs d'oiseaux nicheurs sur certains de leurs sites de reproduction, une grande partie des nouveaux nicheurs à chaque nouvelle saison de reproduction étant alors issue des oiseaux nés précédemment sur le site. Dans le cas où la capacité d'accueil maximale est atteinte à la suite de la philopatrie, de nouvelles colonies se forment ailleurs, entraînant une hausse des populations.

### Parasites
L'espèce est connue pour abriter une espèce de parasite du genre Giardia, ainsi que l'espèce Eurycestus avoceti, d'abord observée sur l'Avocette d'Amérique puis sur des individus camarguais de l'espèce européenne et qui a pour hôte intermédiaire le crustacé Artemia salina,.

### Reproduction

#### Nid et ponte

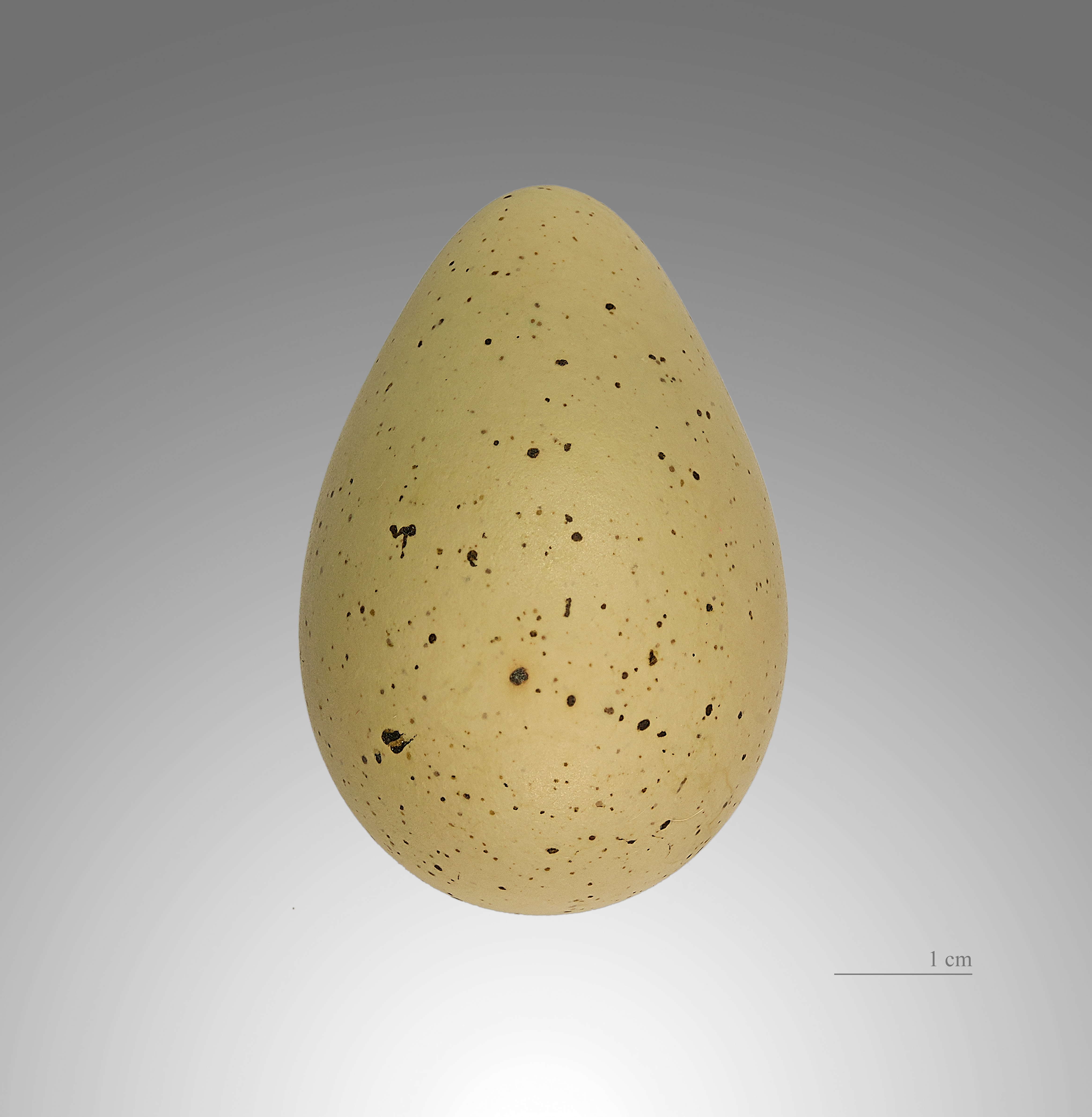
Œuf d'avocette issu de la collection du Muséum d'Histoire Naturelle de Toulouse.

L'espèce est considérée comme semi-coloniale. Elle peut nicher en colonies denses, allant de 10 à 70 couples, voire 200 en plusieurs groupements (en Algérie, des îlots ont été observés avec un total de 798 nids), mais peut également nicher en couple isolé. L'avocette est monogame et les couples se forment peu après l'arrivée sur le site de nidification. L'avocette est souvent associée à d'autres espèces de laro-limicoles sur des colonies mixtes, en particulier avec les sternes.
Les couples se forment après avoir effectué plusieurs rituels scellant leur accord, comme projeter des débris, faire semblant de boire ou encore en faisant des révérences côte à côte. L'accouplement est précédé d'un rite, qui consiste à faire semblant de se nettoyer la poitrine après avoir trempé la pointe du bec dans l'eau. Ensuite, la femelle se penche en avant tandis que le mâle poursuit sa toilette plus activement. Ce dernier passe plusieurs fois à gauche et à droite de la femelle et trempe son bec dans l'eau de manière de plus en plus répétée. Lors de l'accouplement, la femelle balance son cou latéralement.
Après l'accouplement, les deux individus tiennent leurs becs croisés et le mâle couvre la femelle avec son aile avant qu'ils se séparent.
Plusieurs cas de tentative d'accouplement de mâles sur des objets inanimés ont été recensés.
Le nid est un simple creux d'environ 12 à 12,55 centimètres de diamètre intérieur moyen, pour un minimum à 6 centimètres et un maximum à 22 centimètres et de 3 à 4 centimètres de profondeur.
Il est situé à proximité de l'eau, jusqu'à 15 centimètres de la berge, préférentiellement sur des îlots ou des digues, dans du sable, de la végétation rase ou des débris divers,, mais jamais dans de la boue,. En effet, le succès des éclosions est plus élevé sur des îlots que sur la terre ferme, car le risque de prédation est minimisé.
Contrairement à l'Huitrier pie, l'avocette n'est pas capable de modifier la taille de son nid en fonction du risque de variation des niveaux d'eau et d'inondation, car l'on constate que la taille des nids proches de l'eau, en hauteur comme en largeur, ne diffère pas de ceux situés plus loin de la berge.
Il est souvent agrémenté de débris de coquillages, en particulier de Coque glauque (Cerastoderma glaucum), ainsi que de quelques végétaux, tels que de la salicorne (Arthrocnemum), des graminées, des chénopodiacées, des statices (Limonium), des bromes (Bromus), de la Ruppie maritime (Ruppia maritima) ou encore du Scirpe maritime (Bolboschoenus maritimus).
Lorsque l'espèce niche en colonie, les nids sont le plus souvent séparés les uns des autres de 20 centimètres à un mètre,, cependant ces distances peuvent être bien supérieures, comme l'illustre l'exemple d'une colonie en Iran, avec une moyenne comprise à 2,74 mètres.
La ponte a lieu entre le début du mois d'avril et le début du mois de juillet, avec un pic entre la mi-avril et la mi-mai. Elle s'étale entre 69 et 92 jours et comprend généralement de trois à cinq œufs, mais peut exceptionnellement en compter plus, ; dans ce cas, cela est généralement attribué à du parasitisme intraspécifique. L'œuf mesure 55 millimètres par 35 millimètres et pèse en moyenne 31,7 grammes.
L'incubation des œufs dure entre 19 et 34 jours, pour une moyenne de 23 jours. La couvaison est effectuée par les deux partenaires et le relais entre les deux individus est précédé d'un rituel. Celui-ci consiste à ramasser des débris pour les jeter en arrière puis à se glisser sous l'oiseau qui couve le nid en le forçant à lui laisser sa place. Ce rituel est régulier les premiers jours de l'incubation puis s'estompe peu à peu. L'individu qui ne couve pas peut aller se nourrir assez loin du nid, jusqu'à quatre kilomètres de la colonie.
L'espèce n'effectue qu'une ponte par an, qui peut être remplacée en cas d'échec (perte des œufs pour cause de prédation le plus souvent). Le taux d'éclosion varie très fortement selon les sites de ponte et les années. Par exemple, il est compris entre 54 et 78 % sur le site du marais d'Olonne et seulement de 8 à 59 % dans les marais de Séné.

#### Élevage des poussins et productivité

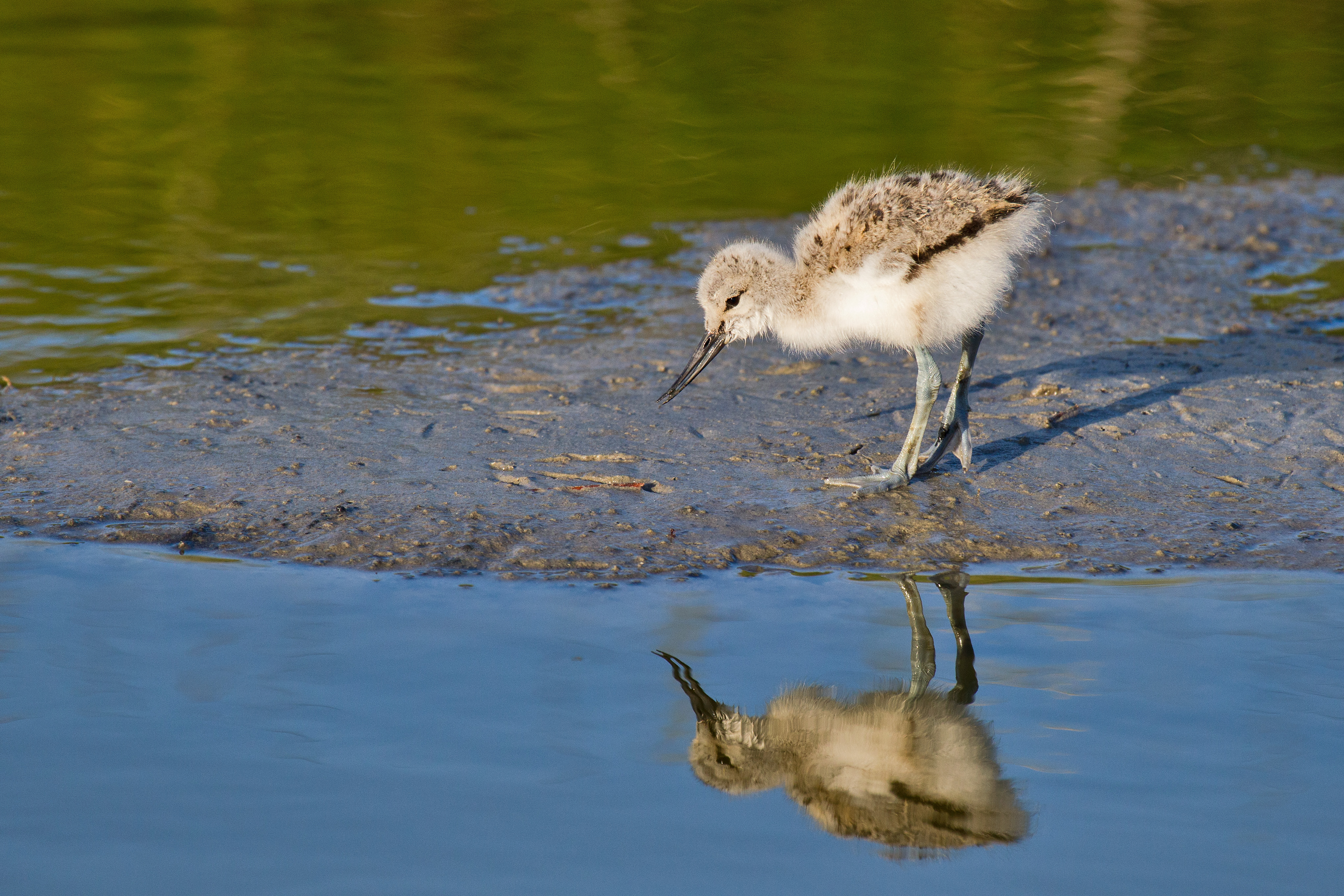
Poussin d'avocette de quelques semaines.

Les poussins sont nidifuges et quittent leur nid dès l'éclosion du dernier œuf. Chaque poussin reste au moins cinq heures dans son nid après l'éclosion. Dans les heures qui suivent leur naissance, leur comportement présente une alternance entre des phases lors desquelles ils se blottissent sous leurs parents et d'autres dans lesquelles ils explorent les alentours du nid. 72 heures après l'éclosion du premier poussin, la famille s'éloigne du nid vers les zones de ressources alimentaires les plus proches.
Le mâle et la femelle participent à l'élevage des poussins en les protégeant contre les prédateurs et les intempéries. Lors de l'élevage des poussins, l'espèce est très territoriale et défend son territoire d'alimentation et celui de sa descendance contre tout autre oiseau, de la même espèce ou non, s'en approchant. Plusieurs manèges de diversion de la part des adultes existent pour tenter de détourner l'attention des poussins, notamment faire semblant d'avoir l'aile cassée ou attaquer l'intrus en lui rasant la tête et en alarmant. Lors d'un danger, les poussins se couchent au sol, se cachent dans la salicorne ou prennent la fuite, courant sur les vasières ou nageant dans les zones en eaux.
Chaque famille d'avocettes possède son territoire d'élevage, stable dans le temps et d'une taille proportionnelle au nombre de poussins, pouvant varier entre 260 et 5 200 m2. Les deux facteurs responsables de cette stabilité correspondent aux disponibilités en ressources alimentaires et en surface d'élevage. L'étalement des éclosions au cours du temps et l'asynchronisme de la reproduction de l'espèce pourrait être une bonne stratégie d'occupation des vasières.
Les poussins se nourrissent dans des vasières hors d'eau ou dans des tranches d'eau ne dépassant pas les 1,5 centimètre de profondeur. Les jeunes oiseaux et les adultes ne se nourrissent donc pas dans les mêmes zones et les poussins peuvent parcourir des distances importantes à un très jeune âge, parfois en quelques heures seulement.
Les poussins sont volants et indépendants entre 35 et 42 jours après leur éclosion. Exceptionnellement, des poussins peuvent être élevés par d'autres espèces d'oiseaux, mais cela reste rarissime. Ce phénomène a déjà été observé avec des huîtriers pies (Haematopus ostralegus) en baie de Somme, dans le Marquenterre, en 1981, où des adultes ont nourri un poussin d'avocette pendant deux mois. Ce dernier s'est montré agressif envers les autres avocettes et lors d'attaques de ces dernières s'est réfugié près de ses parents adoptifs, qui l'ont défendu. L'individu a adopté le comportement de ses parents adoptifs en tentant de forer le sol à la recherche de ressources alimentaires, malgré la morphologie de son bec.
Le succès reproducteur varie fortement d'une année sur l'autre et entre les sites de reproduction. La productivité est généralement comprise entre 0,49 et 0,52 jeune par couple sur le littoral de l'Atlantique et de la Manche,. En Méditerranée, la productivité varie entre 0,45 et 0,63 jeune par couple dans les colonies languedociennes et entre 0,04 et 0,22 jeune par couple en Camargue.
La maturité sexuelle chez les avocettes varie selon les populations. 25 % des oiseaux se reproduisent dès la première année et 40 % dès la seconde pour la population française, tandis que la maturité sexuelle n'est atteinte qu'à partir de deux à cinq ans pour les individus de la mer du Nord,. Géroudet donne une maturité sexuelle pour des oiseaux ayant entre 2 et 3 ans en règle générale.
La mortalité est évaluée entre 50 et 60 % la première année de vie des individus puis elle est de 20 à 30 % les années suivantes.
La longévité maximale observée sur un oiseau sauvage bagué est de 27 ans, avec un autre oiseau observé près de 25 ans après son baguage, tandis que l'espèce vit généralement 12 ans.

#### Facteurs d'échec de la reproduction
Les deux principales causes d'échec lors de la reproduction résultent de conflits intraspécifiques, et de prédation des nids et des poussins par d'autres espèces.
Les espèces connues pour être des prédateurs de l'Avocette élégante sont les corvidés, en particulier la Corneille noire (Corvus corone) et la Pie bavarde (Pica pica), les laridés, dont le Goéland argenté (Larus argentatus) en Atlantique et le Goéland leucophée (Larus michahellis) en Méditerranée et les rapaces, en particulier le Faucon crécerelle (Falco tinnunculus) qui s'attaque aux poussins,. Le Faucon pèlerin (Falco peregrinus) ne s'attaque qu'aux adultes. Le Busard des roseaux (Circus aeruginosus) peut aussi s'attaquer aux poussins, tout comme la Cigogne blanche (Ciconia ciconia). Chez les mammifères, plusieurs espèces peuvent aussi causer l'échec de la reproduction chez l'espèce, notamment le Renard roux (Vulpes vulpes), possiblement le Sanglier d'Europe (Sus scrofa), les mustélidés, le Rat surmulot (Rattus norvegicus) et les chiens errants,. L'augmentation de certaines populations de laridés peut mener à la dislocation des colonies.
Les nids peuvent également être détruits par submersion. En outre, le bétail peut se révéler néfaste pour l'espèce avec un risque de piétinement des nids.
La reproduction peut également être mise en péril lorsque la qualité de l'eau n'est pas suffisante pour assurer des ressources alimentaires adéquates ou lorsqu'elle n'est pas assez salée pour abriter des invertébrés benthiques, mais également lorsque la salinité de l'eau est trop forte, raréfiant les ressources alimentaires disponibles.
La compétition spatiale avec d'autres espèces de laro-limicoles peut également poser problème lors de la reproduction, notamment la trop grande proximité avec des colonies de Mouettes rieuses (Larus ridibundus). D'autres espèces de laro-limicoles rentrent en compétition spatiale avec l'avocette lors de la période de reproduction, notamment la Mouette mélanocéphale (Ichthyaetus melanocephalus), le Goéland argenté (Larus argentatus), la Sterne hansel (Gelochelidon nilotica), la Sterne caugek (Thalasseus sandvicensis), la Sterne pierregarin (Sterna hirundo) et la Sterne naine (Sternula albifrons),.
De plus, les grands déplacements effectués par les poussins lors de leur recherche de nourriture les contraignent à se cantonner à des zones différentes de celles dans lesquelles ils sont nés et qui ont été fréquentées par leurs parents, pouvant accentuer le risque de mortalité,. Enfin, de mauvaises conditions météorologiques peuvent être néfastes lorsque les poussins sont âgés de deux à trois semaines et qu'ils ne peuvent plus s'abriter sous leurs parents.

Prédateurs potentiels de l'avocette en France en période de reproduction
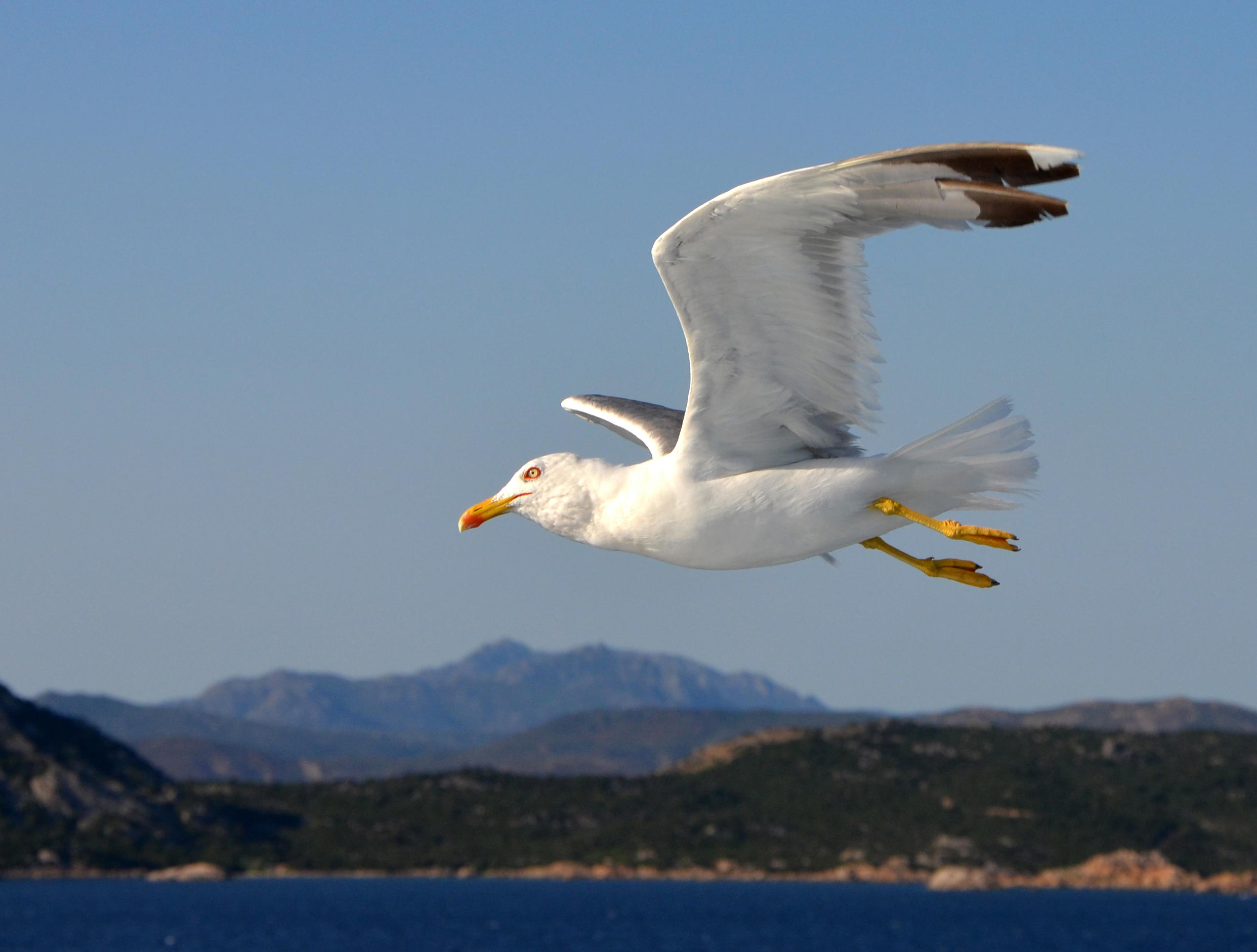
Goéland leucophée.
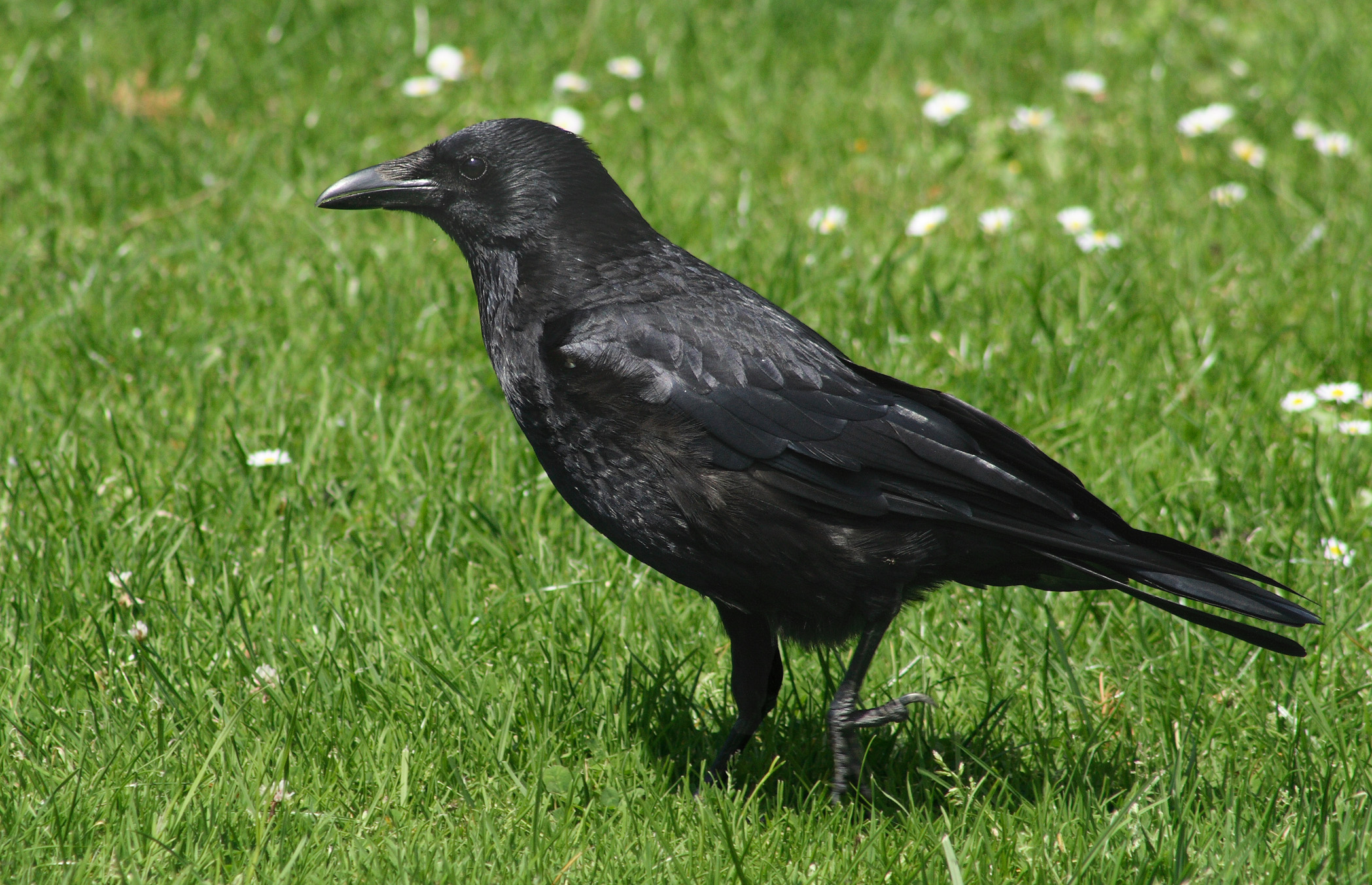
Corneille noire.
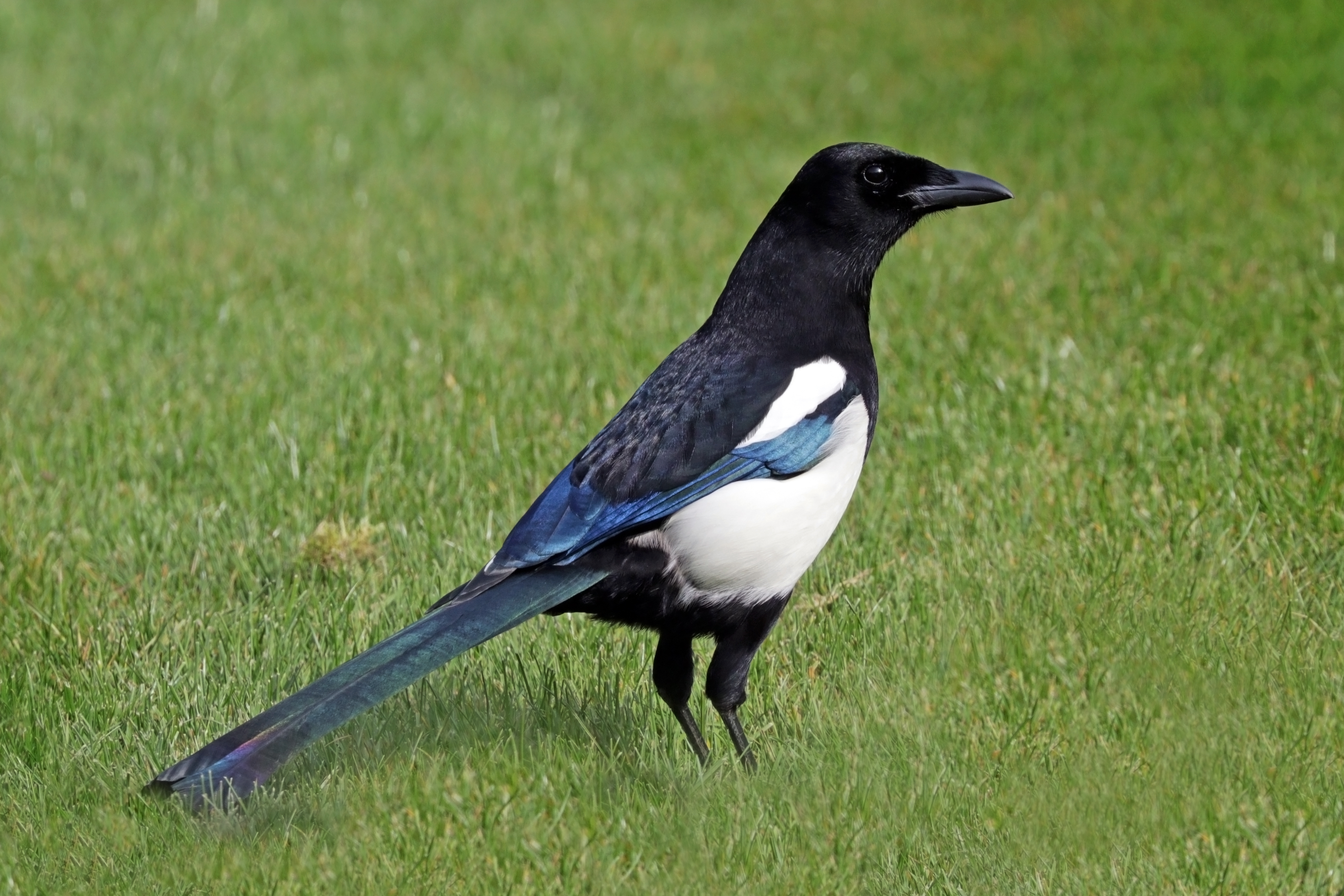
Pie bavarde.
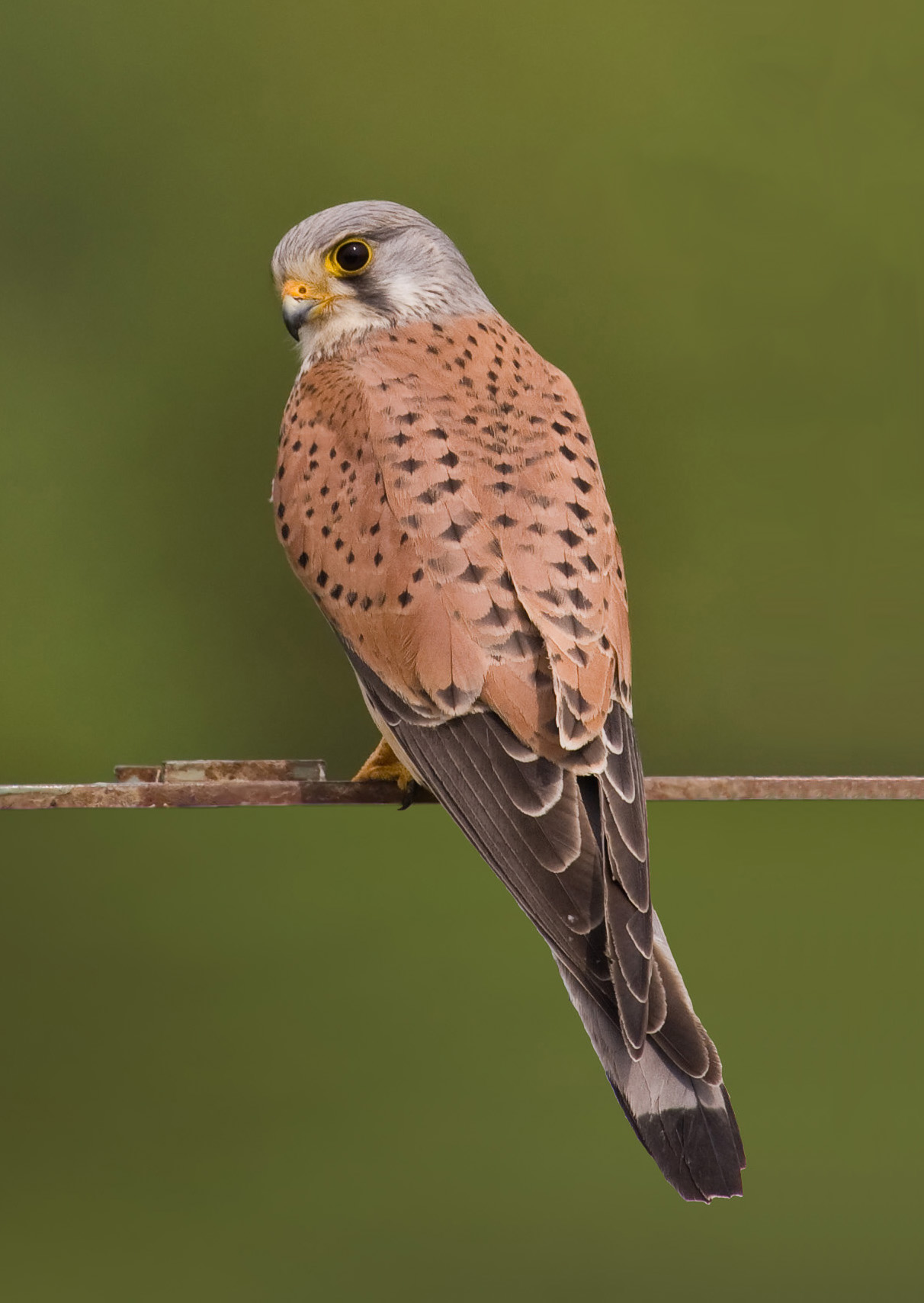
Faucon crécerelle.
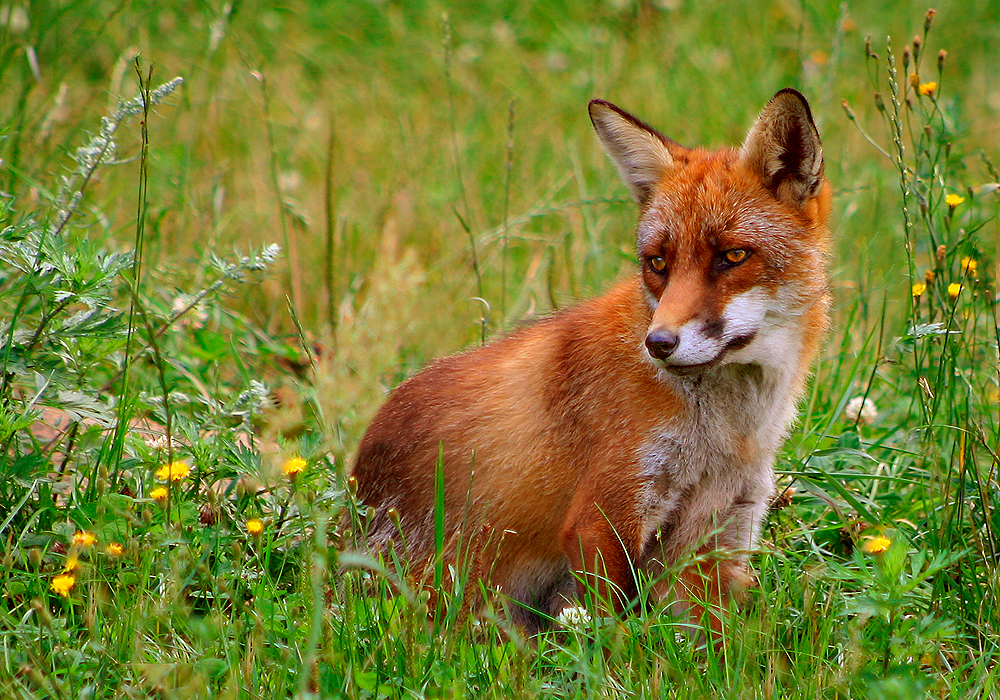
Renard roux.

## Habitats

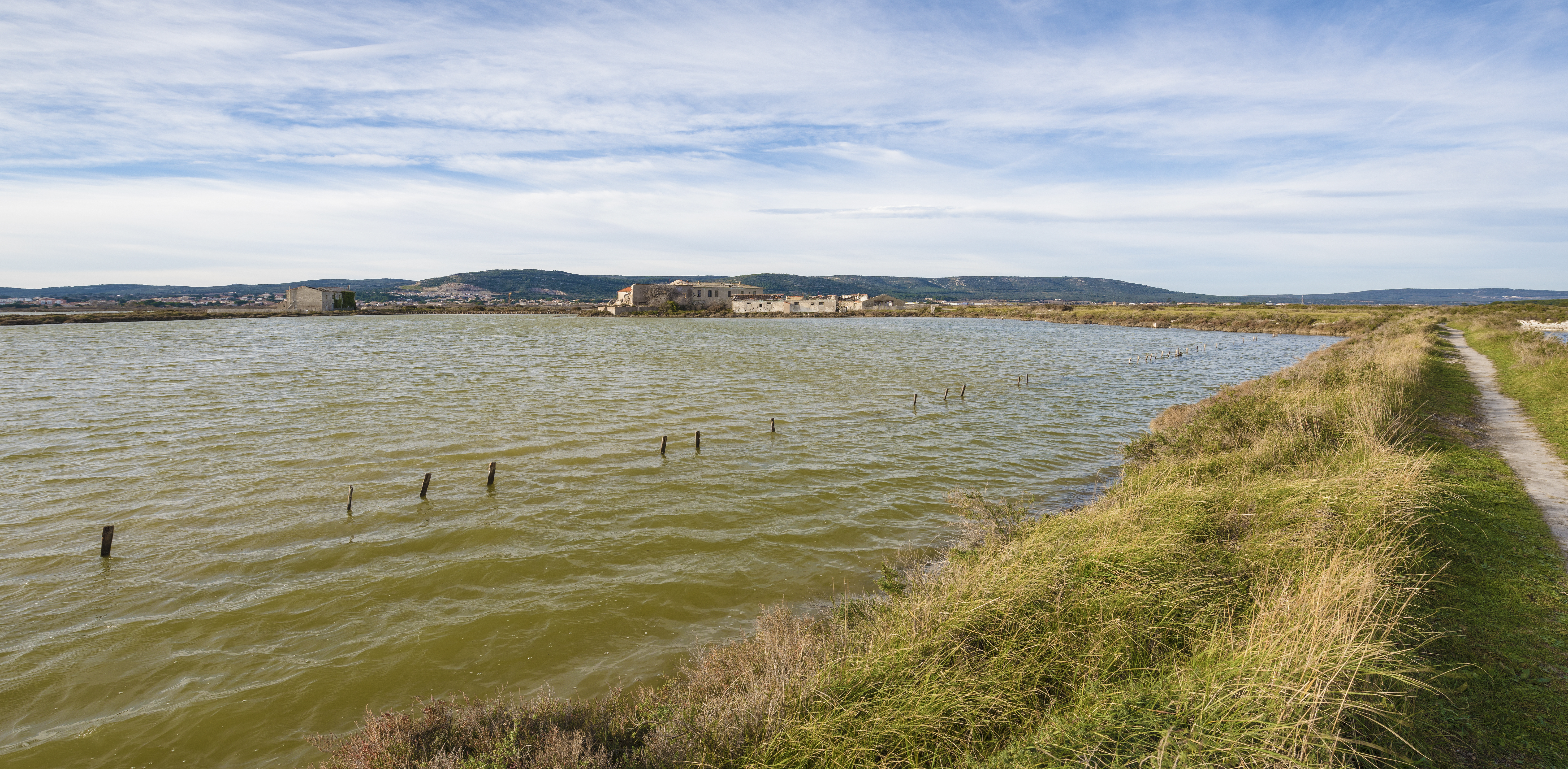
Habitat caractéristique de l'avocette élégante en Méditerranée, ici les Salins de Frontignan dans l'Hérault.

L'espèce fréquente les milieux côtiers. En hiver, elle se retrouve principalement en groupe dans des zones de substrats meubles, telles que les baies salées ou saumâtres, sur des bancs de sable, des estuaires, des lagunes, des deltas, ou des vasières intertidales, qui lui servent de zones de repos et d'alimentation,. Lors des marées hautes, elle peut rester dans les zones en eau ou se regrouper sur des prés-salés ou des prés à Spartine maritime (Spartina maritima). Elle peut également se rencontrer dans des lacs peu profonds, des étangs ou des marais salants ou encore dans des zones inondables diverses. Elle se rencontre rarement sur les lacs intérieurs et les rivières et il lui arrive parfois de se nourrir sur des terres agricoles,.
En période de reproduction, l'espèce fréquente différents milieux. Sur la région méditerranéenne, les zones sont les mêmes qu'en période internuptiale. Sur la façade océanique, elle fréquente des milieux humides, naturels ou non, présentant une végétation clairsemée avec des poches d'eau peu profonde constellées d'îlots de boue, de sable ou d'argile, ou encore de digues à sansouires, tels que des marécages, des lagunes ou des estuaires. Lorsque l'espèce s'installe sur des îlots, ils sont préférentiellement allongés et de petite taille, environ 3 à 15 mètres de long sur 3 à 4 mètres de large, permettant aux individus d'avoir une vue permanente sur l'eau à proximité du nid.
Localement, l'habitat fréquenté peut varier et l'espèce peut aussi occuper des zones d'aménagements portuaires, par exemple en baie de Somme, ou encore des anciens polders ou des bassins de décantation de sucreries, notamment dans le Nord de la France, à l'intérieur des terres. L'espèce a également été observée nicheuse en bordure de mares de huttes de chasse. L'espèce peut se rencontrer en période de reproduction jusqu'à 1 000 mètres d'altitude sur les hauts plateaux d'Anatolie.
Les caractéristiques les plus importantes des habitats liés à la reproduction correspondent à des milieux dans lesquels le niveau d'eau diminue progressivement au cours de la saison de reproduction, libérant de nouvelles zones d'alimentation, ainsi que des concentrations élevées en sel pour empêcher le développement trop important de la végétation.
L'European Union Nature Information System (EUNIS) recense plusieurs milieux dans lesquels l'espèce est présente, à savoir les lagunes littorales saumâtres, les lagunes littorales salées et les estuaires.

## Répartition

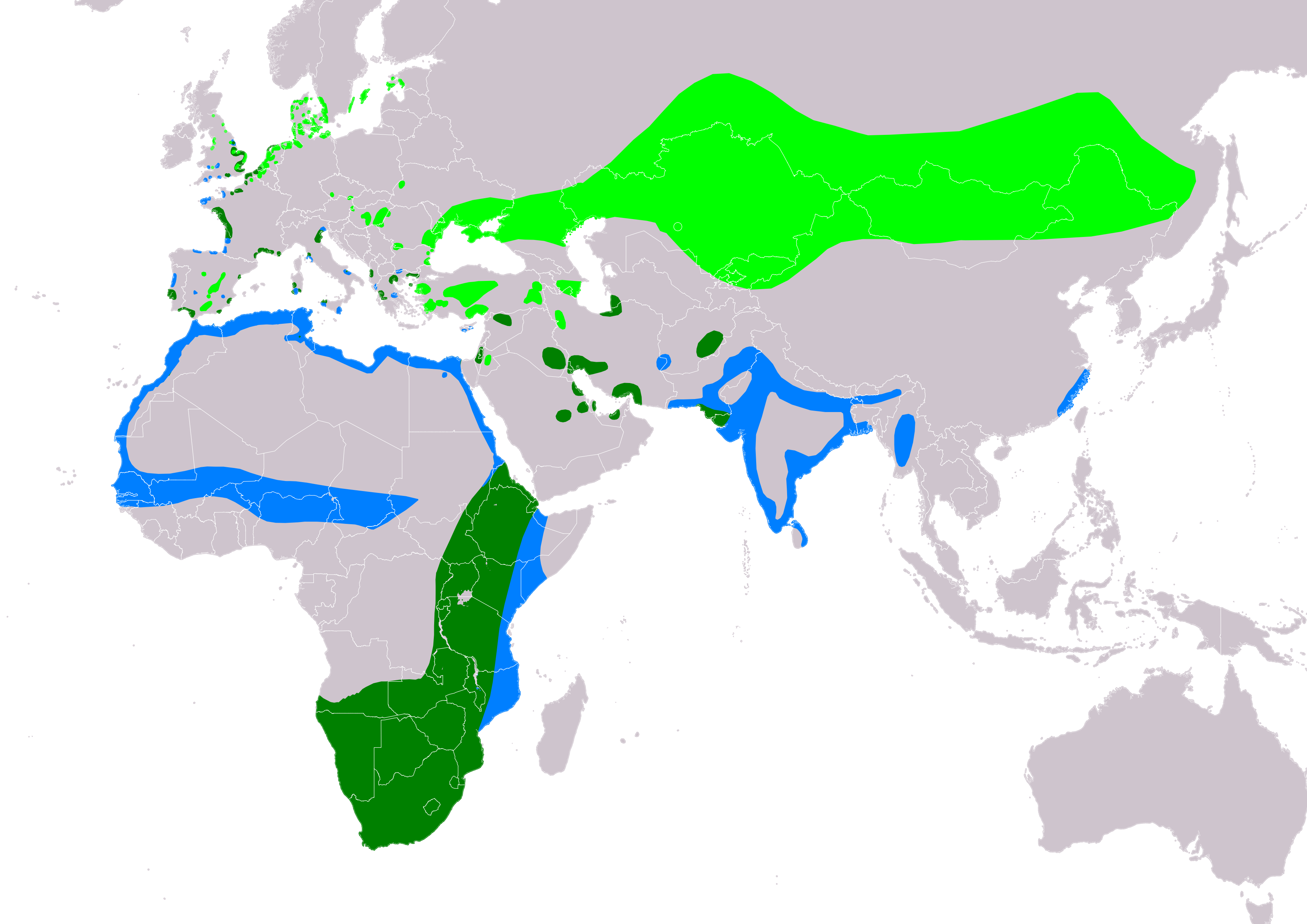
Répartition mondiale de l'Avocette élégante d'après l'UICN. En vert foncé, l'espèce est présente à l'année ; en vert clair, elle est uniquement nicheuse ; en bleu, elle est hivernante.

L'Avocette élégante est une espèce tourano-méditerranéenne ; c'est-à-dire qu'elle se rencontre dans le Paléartique. Sa répartition couvre de manière morcelée les rivages européens, du sud de la Scandinavie et des pays baltes (par exemple en Estonie depuis 1964) à la péninsule Ibérique, ainsi que les bords de la Méditerranée, de la mer Noire et les plaines d'Europe de l'Est (Ukraine méridionale, Bulgarie, Roumanie, Hongrie),. Les populations européennes les plus importantes se trouvent aux Pays-Bas, en Allemagne, au Danemark, en Espagne (sud du pays et delta de l'Èbre notamment), en Italie (delta du Pô et Sardaigne), en France et en Russie. L'espèce est aussi présente sur les côtes du sud de l'Angleterre (environ 150 couples en 1979), région dans laquelle l'espèce avait disparu au milieu du XIXe siècle avant de revenir nicher en 1947 dans le Suffolk, dans la réserve naturelle de Minsmere.
En Asie, sa population s'étend de la Turquie (Anatolie) au nord de la Mongolie et jusqu'au nord de la Chine et au sud de l'Extrême-Orient russe, en passant par le Kazakhstan et les pays du Moyen-Orient (Iran, Irak, Jordanie). Plus au sud, l'espèce est présente de façon plus morcelée dans les pays du Golfe, ainsi qu'au Pakistan et dans la péninsule indienne.
En Afrique, l'espèce se rencontre sur les rivages de la mer Méditerranée en Afrique du Nord, sur le rivage de la mer Rouge et de l'Océan Atlantique, jusqu'au Sénégal et au nord de la Guinée et couvre une partie du Sahel. Elle est largement présente en Afrique de l'Est et dans le sud du continent,.
L'espèce est considérée comme migratrice pour ses populations européennes les plus nordiques (des Pays-Bas à la Scandinavie) et pour celles de l'est, en Asie. L'hivernage des populations ouest-européennes a lieu en Afrique de l'Ouest (Sénégal, Gambie, Niger), ainsi que dans les pays méditerranéens, notamment en Espagne et au Portugal (un tiers de la population migratrice européenne), tandis que les individus d'Europe de l'Est hivernent entre le Niger, le Tchad, le Soudan et la mer Rouge. Occasionnellement, des individus ont été observés hivernant du Danemark aux Pays-Bas et de l'Angleterre à l'Irlande.
Les populations asiatiques hivernent soit en Afrique de l'Est, soit dans le sous-continent indien. Les populations migratrices se déplacent d'août à octobre par groupes lâches de cinq à trente individus vers leurs lieux d'hivernage et reviennent sur leurs zones de reproduction entre le mois de mars et le mois de mai.
Les populations méditerranéennes, une partie des populations africaines et celles des pays du Golfe sont considérées comme sédentaires,, même si certains individus camarguais ont été retrouvés hivernants au Maroc et en Tunisie.
En migration, l'espèce peut occasionnellement effectuer des vols transalpins (observation en Engadine), mais reste rare à l'intérieur du continent hors de ses zones de reproduction.
Quelques individus ont été observés jusqu'aux îles Féroé au nord et aux Açores et aux îles Canaries à l'ouest.

### En France

#### Historique

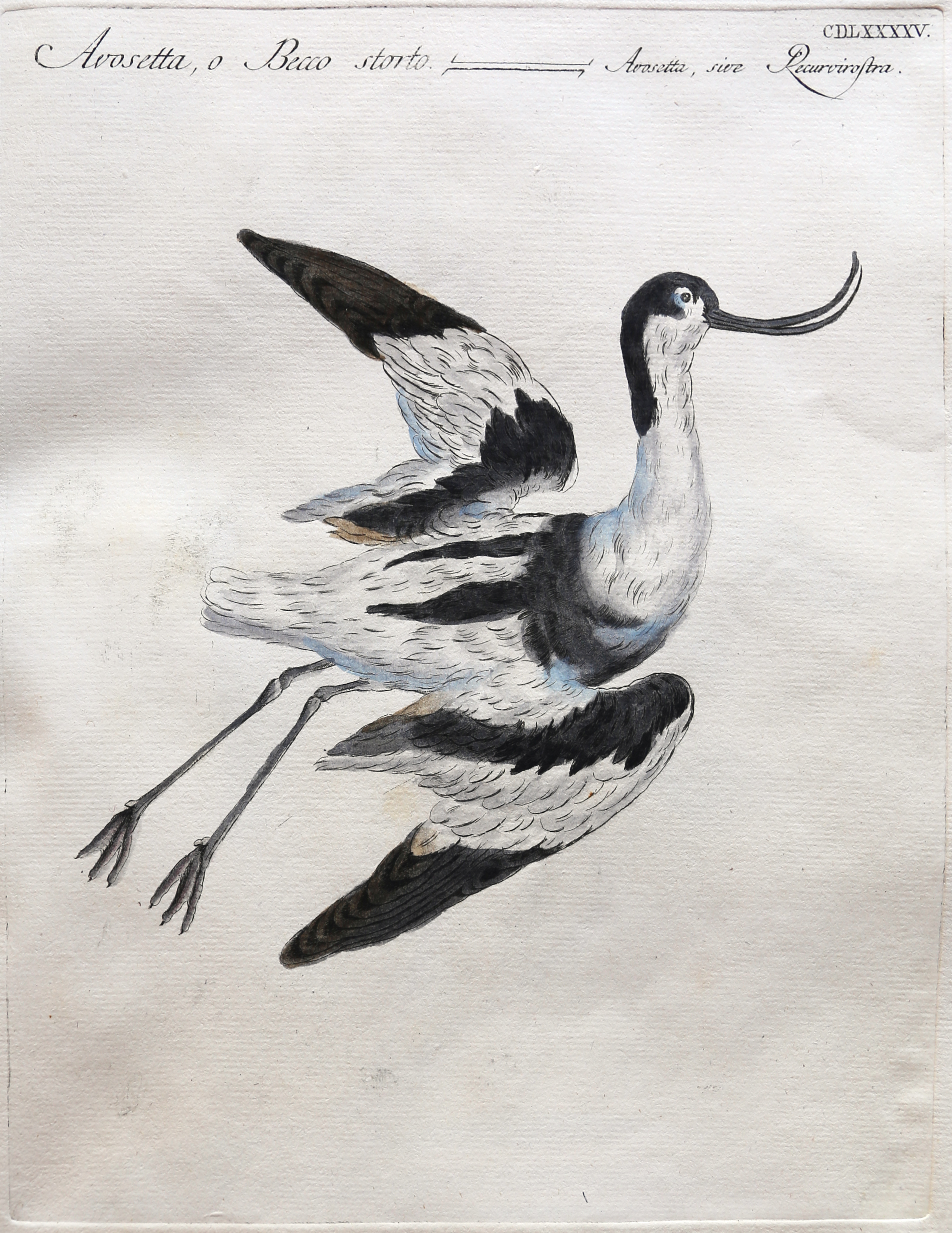
Représentation de l'Avocette élégante en Italie, à Florence, par Saverio Manetti dans les années 1770.

L'Avocette élégante était déjà présente en France durant la période gallo-romaine, comme l'atteste la découverte d'ossements dans un puits contenant des déchets de consommation à Lattes, dans l'Hérault, sur la façade méditerranéenne, avec de nombreuses autres espèces d'oiseaux. Plus tardivement, un unique exemplaire de l'espèce est retrouvé dans des dépôts datant du Moyen Âge, plus précisément du XIVe siècle, à Abbeville, dans la Somme.
Cependant, l'espèce n'est mentionnée nicheuse en Camargue et sur le littoral du Languedoc qu'à partir du début du XXe siècle. L'espèce ne colonise durablement le littoral atlantique en tant que nicheuse qu'à partir des années 1950, d'abord par la Vendée en 1952 jusqu'au Morbihan en 1983, en passant par le littoral de la Manche et celui de la Somme dans les années 1970.
L'espèce s'est probablement reproduite en France avant le XXe siècle, sans que son aire de reproduction soit connue. Elle aurait colonisé ou recolonisé une partie de son territoire de façon spontanée depuis sa zone d'implantation méditerranéenne.

#### Actuellement
L'espèce est présente toute l'année en France. En hiver, les populations françaises sont renforcées par les populations nordiques migratrices et l'espèce se rencontre principalement le long du littoral atlantique, entre l'estuaire de la Gironde et le Morbihan, qui concentrent entre 80 % et 90 % de la population hivernante nationale,. Elle se rencontre également de manière moins importante le long de la Manche, principalement en baie de Seine et en Basse-Normandie, ainsi qu'en Méditerranée, principalement en Camargue et sur les étangs montpelliérains. Seuls une petite dizaine de sites en France dépassent le seuil d'individus statuant les sites d'importance internationale en hiver, fixé à 730 individus pour le littoral atlantique et 470 individus pour la Méditerranée. Occasionnellement, l'espèce se rencontre à l'intérieur des terres dans le quart nord-ouest, en particulier dans la vallée de la Loire, lors de mouvements migratoires tardifs en décembre. Ailleurs l'espèce est très occasionnelle.
En période de reproduction, l'espèce se rencontre dans trois grands ensembles en France. Le premier se trouve dans les départements côtiers de la Manche, avec des colonies en Normandie (environ 300 couples), en baie de Somme (environ 170 couples), dans le Nord-Pas-de-Calais et à l'intérieur des terres dans le Nord et l'Aisne.
Le second ensemble comprend la population atlantique, du golfe du Morbihan à l'estuaire de la Gironde. La population principale se trouve en Vendée, avec 1 300 couples (soit 30 % de la population reproductrice nationale). Le second département le plus peuplé est la Loire-Atlantique avec 500 couples, suivi par la Charente-Maritime, qui abrite 400 couples.
Enfin, le troisième et dernier ensemble correspond à la population méditerranéenne, qui s'étend des salins de La Palme, dans l'Aude, à l'étang de Berre dans les Bouches-du-Rhône. Une petite population isolée se situe également plus à l'est, aux Salins-d'Hyères, dans le Var. Les Bouches-du-Rhône abritent 550 couples, l'Aude 400 couples. La région Provence-Alpes-Côte d'Azur (PACA) abrite entre 2003 et 2012 environ 20 % de l'effectif national nicheur. L'espèce est absente de Corse.

Zones de présence de l'Avocette en France en période de reproduction
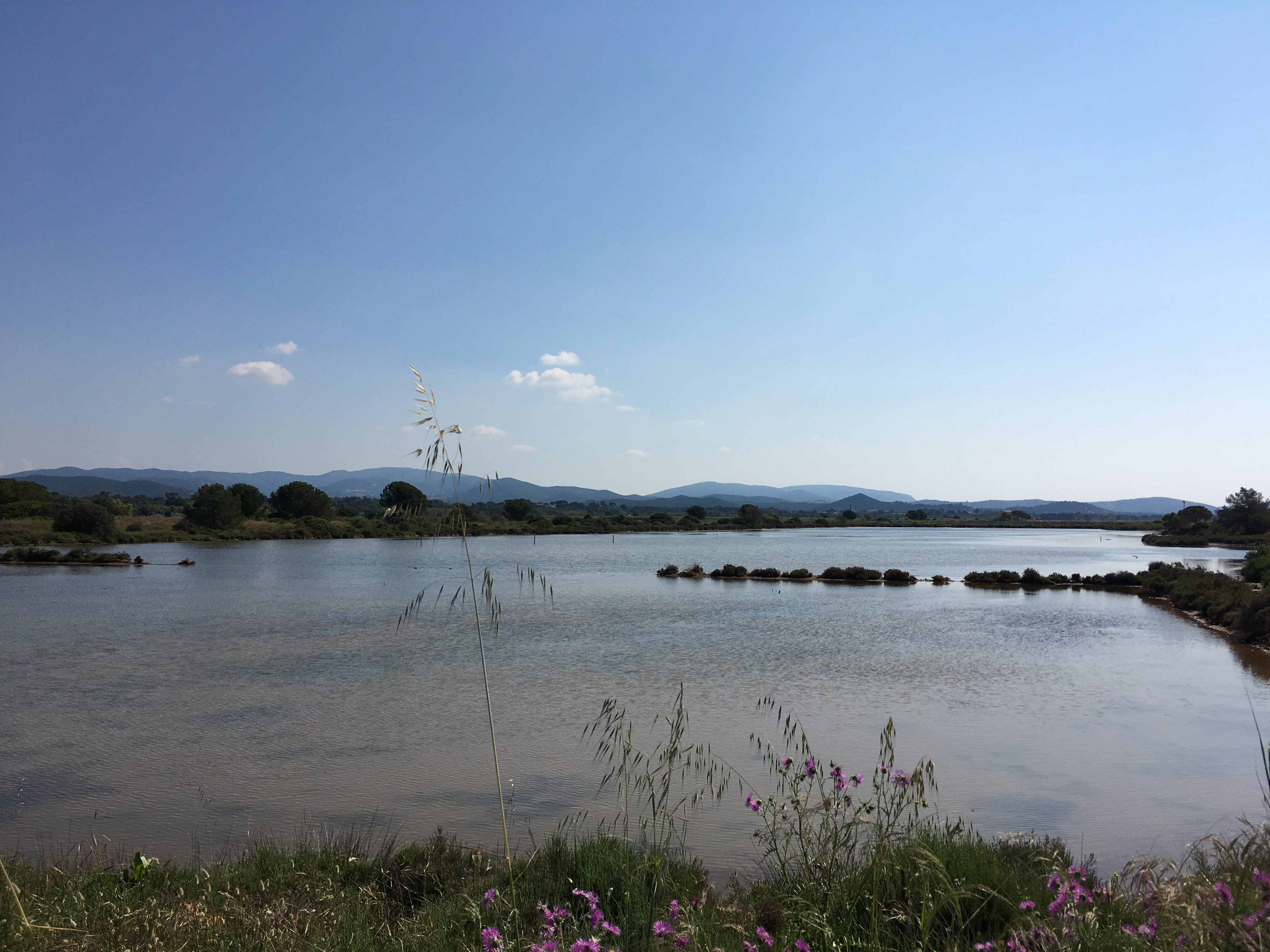
Vieux Salins-d'Hyères en mer Méditerranée.
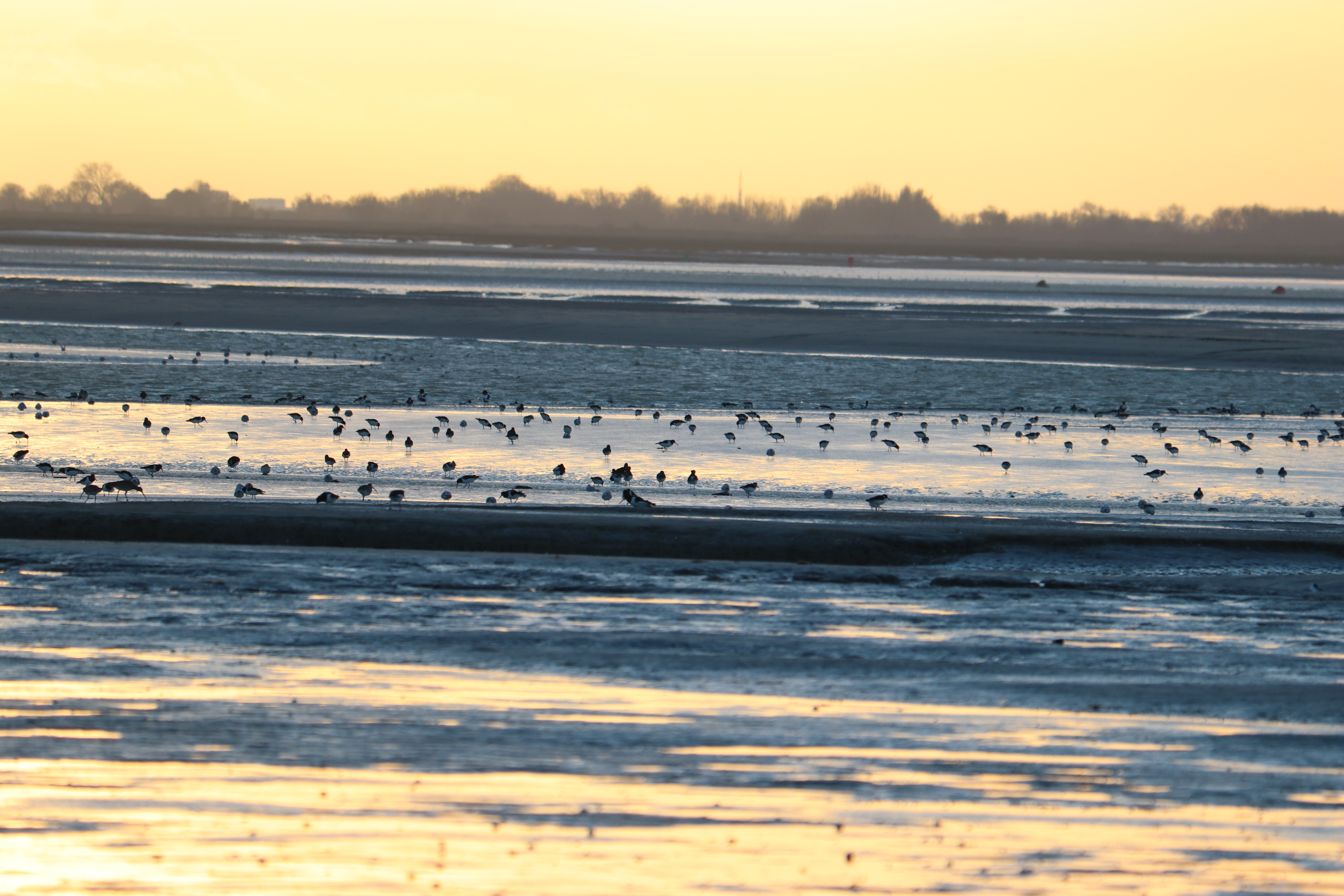
Zones de vasières en Baie de Somme sur les rivages de la Manche.
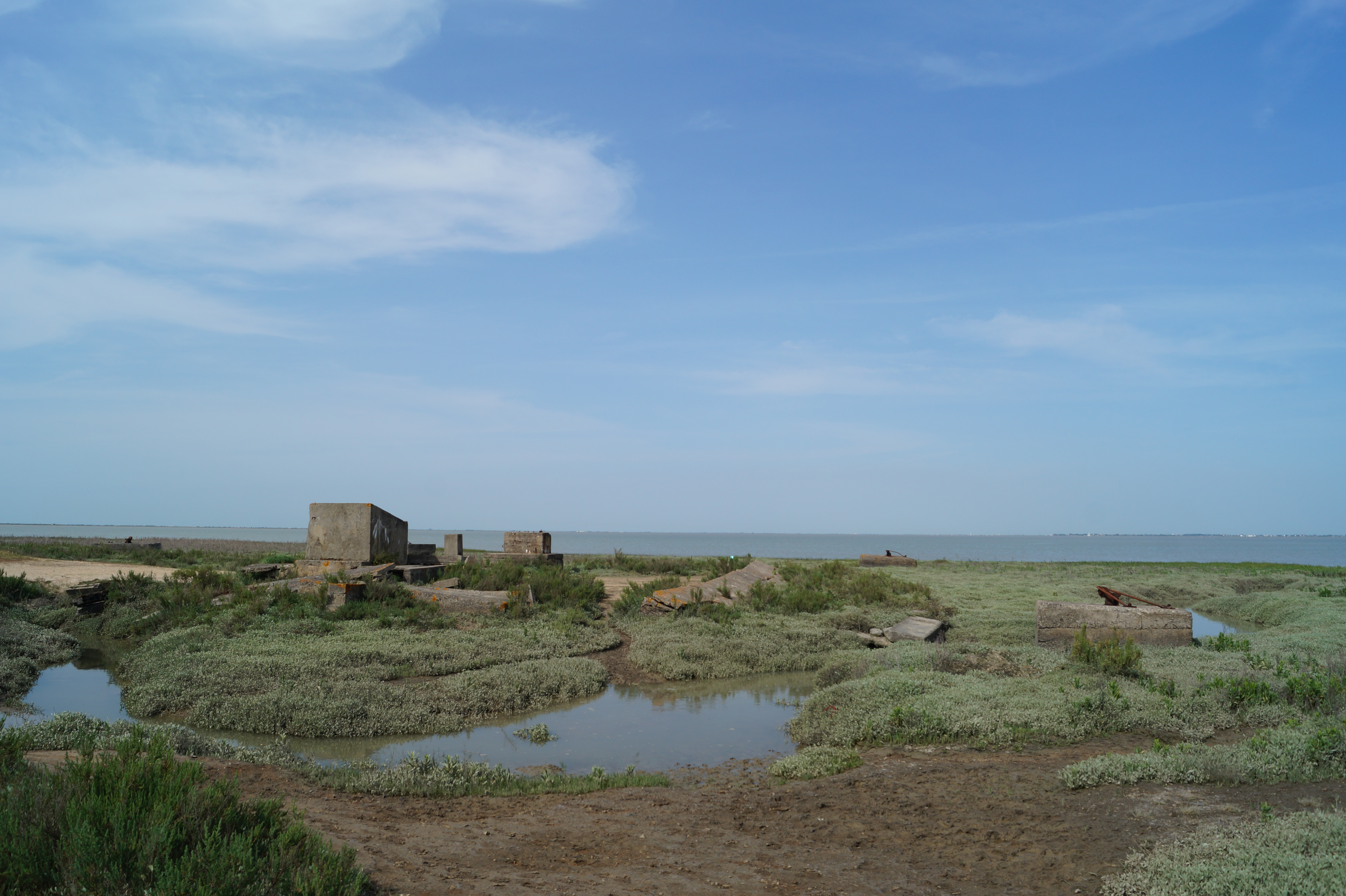
Baie de l'Aiguillon sur le littoral atlantique.

### En Belgique
L'espèce est répartie entre le parc naturel du Zwin et les régions d'Anvers et de Gand, avec plus de 480 couples nicheurs.

## Dénomination et systématique

### Étymologie
Le mot avocette est issu de l'ancien italien avosetta et est déjà attesté au XVIIe siècle. Le terme avosetta est d'origine inconnue. En français, le nom avocette est issu d'une erreur de lecture de Brisson en 1760 qui, dans son ouvrage Ornithologie bilingue latin-français, remplace accidentellement le s par un c. Cette orthographe est par la suite retenue par Buffon puis est généralisée dans les autres langues.
Le nom latin Recurvirostra avosetta est issu, pour le nom de genre, du mot latin recurvus qui signifie « recourbé » et du mot rostrum qui signifie « bec ».

### Taxinomie

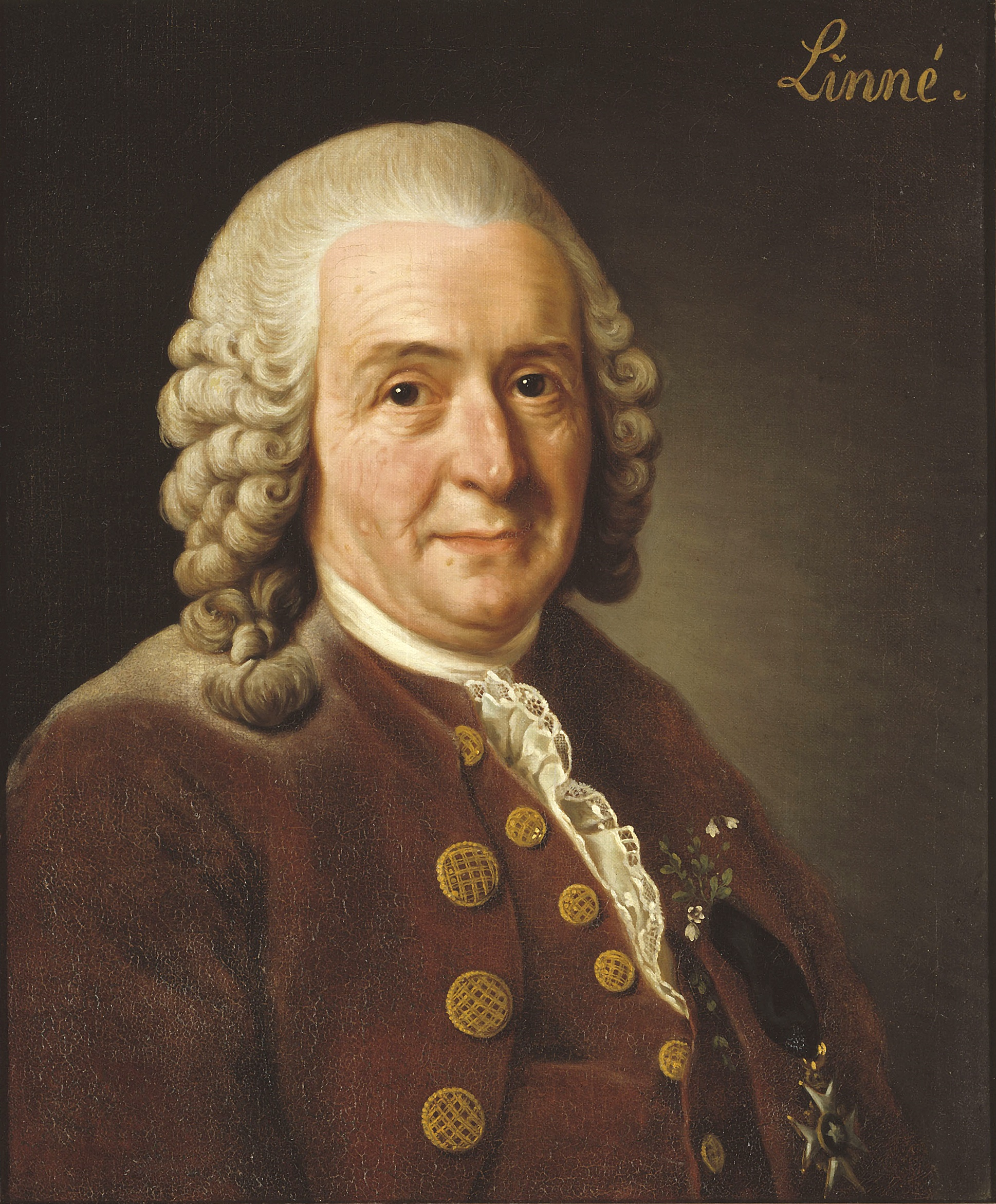
Carl von Linné, naturaliste ayant décrit l'espèce en 1758.

L'espèce est décrite par le naturaliste suédois Carl von Linné dans la dixième édition de son Systema naturae parue en 1758 où il lui donne pour protonyme le binôme de Recurvirostra avosetta, qui est resté inchangé depuis. L'espèce est monotypique,.
Son nom vernaculaire est anciennement « avocette à nuque noire ».

### Phylogénie
Le génome mitochondrial de l'espèce est d'une taille de 16 856 paires de bases.
La famille de l'Avocette élégante, celle des Recurvirostridae, fait partie de l'ordre des Charadriiformes, communément appelés « limicoles ». Cette famille comprend dix espèces de trois genres différents, nommées en français « avocettes » (genre Recurvirostra) et « échasses » (genres Himantopus et Cladorhynchus). Le genre Recurvirostra est plus proche du genre monophylétique Cladorhynchus qui comprend l'Échasse à tête blanche (Cladorhynchus leucocephalus), que du genre Himantopus qui comprend quatre espèces d'échasses, d'après Tree of Life.
La famille dont les Recurvirostridae sont les plus proches est la famille des huîtriers (Haematopodidae), qui comprend treize espèces, dont une éteinte.
Le genre Recurvirostra comprend quatre espèces : l'Avocette élégante (Recurvirostra avosetta), l'Avocette d'Amérique (Recurvirostra americana), l'Avocette d'Australie (Recurvirostra novaehollandiae) et l'Avocette des Andes (Recurvirostra andina).

### Données fossiles
L'espèce est mentionnée au Pléistocène moyen et supérieur en Méditerranée en Sicile. Elle est également signalée dans le Nord-Est de la Bulgarie, au bord de la mer Noire, sur le site de Yaylata, dans un gisement datant du milieu de l'Holocène, avec d'autres espèces d'oiseaux.

## Menaces et conservation

### Effectifs et tendance démographique

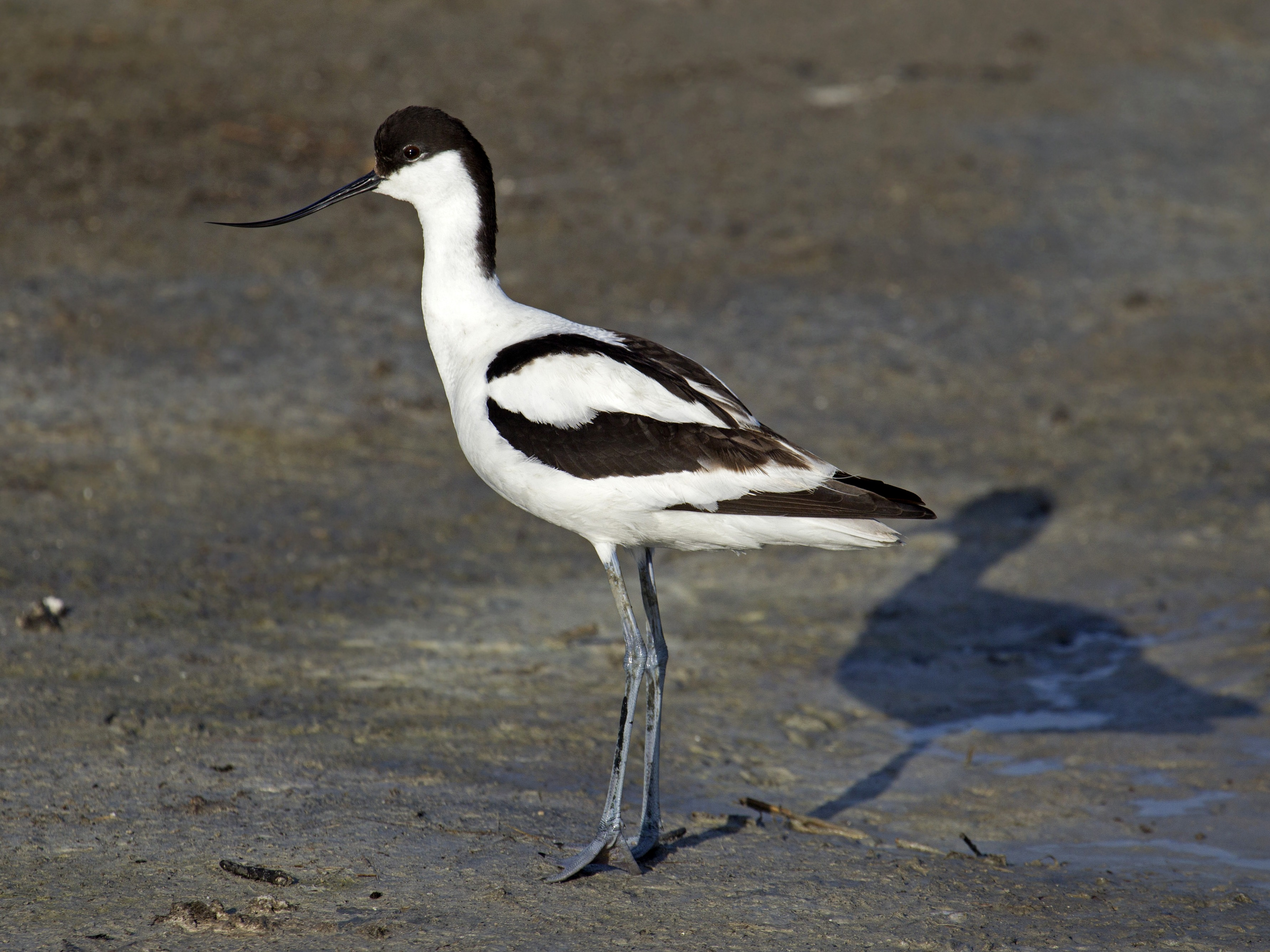
Avocette élégante posée au sol.

La population mondiale est estimée entre 280 000 et 470 000 individus en 2015. La tendance globale de sa population est inconnue. En Europe, l'effectif de l'espèce est estimé entre 117 000 et 149 000 individus adultes en 2015, soit entre 58 400 et 74 300 couples ou, selon une autre source, entre 38 000 et 57 000 couples.
La population nicheuse ouest-européenne est estimée à 73 000 oiseaux, répartis en hiver entre l'Europe et l'Afrique, entre les Pays-Bas et le nord de la Guinée, dont 22 500 individus en Afrique subsaharienne. La France comprend 13 % des effectifs nicheurs européens.
Au cours du XXe siècle, en Europe, l'espèce a subi une forte augmentation de ses effectifs, couplée à une expansion géographique importante, qui tend à se stabiliser au début du XXIe siècle,. En France, la dynamique de population est marquée par une augmentation modérée de ses effectifs en hiver entre 1980 et 2013 et une forte augmentation de ses effectifs nicheurs entre 1996 et 2011. Ils ont augmenté de 167 % depuis 1984, et de 86 % entre 1996 et 2011.
En France, entre 2002 et 2006, on observe en moyenne 20 800 oiseaux hivernants, avec des variations interannuelles importantes dues à la météo, les hivers plus rudes faisant diminuer les effectifs. Entre 2010 et 2013, la population française hivernante s'établit entre 17 000 et 25 000 individus, ce qui constitue presque la moitié de la population européenne. Depuis 1977, on observe une augmentation des effectifs hivernants en France ; entre 1980 et 2013, la population hivernante a augmenté de 49 %, avant une stabilisation des effectifs entre 2011 et 2013.
Localement, on observe des différences marquées entre les sites d'hivernage. Par exemple, sur le littoral de la Manche, les effectifs sont en forte diminution depuis 1980 avec une chute de 80 %, notamment en raison de la diminution de la capacité d'accueil et de zones d'alimentation du site de la baie de Seine, à la suite du développement du port du Havre. Au contraire, sur la façade atlantique les effectifs ont augmenté de 107 % depuis 1980. Les effectifs hivernants de la population méditerranéenne sont également en augmentation depuis 1980, avec une augmentation de 200 %, néanmoins minimisée par des variations interannuelles fortes.
En période de reproduction, l'espèce est relativement localisée avec des effectifs compris entre 3 650 et 4 350 couples sur la période 2010-2011, dont 250 couples dans la Manche et entre 1 500 et 2 500 couples sur le littoral atlantique en 2004. Sur la façade méditerranéenne, entre 1991 et 1999, on dénombre entre 810 et 928 couples. Entre 1996 et 2011, la population méditerranéenne a augmenté de plus de 50 % pour atteindre actuellement environ 1 500 couples nicheurs.
Sur la façade atlantique et celle de la Manche, la population nicheuse a fortement augmenté depuis l'installation de nouvelles colonies dès les années 1970 ; depuis 1996 les effectifs ont doublé, représentant 57 % de la population nicheuse totale française. En Méditerranée les effectifs sont globalement stables, avec des variations marquées selon les sites de reproduction (augmentation dans le Languedoc et fort déclin dans le delta du Rhône). Cependant, entre 1997 et 2007, la population méditerranéenne est considérée en déclin sur ses voies d'hivernage et sur ses voies migratoires.

### Statut de conservation
En raison de son aire de répartition mondiale très étendue (supérieure à 20 000 km2) et de la taille de sa population globale, l'espèce n'est pas considérée comme menacée et est classée en préoccupation mineure (LC) depuis 2004 par l'UICN. En Europe, le statut de conservation de l'espèce est jugé favorable. En France, l'espèce est également classée en préoccupation mineure (LC) en tant qu'espèce nicheuse et espèce hivernante. En tant qu'espèce de passage, l'espèce est classée en non applicable (NA), en raison du manque de données disponibles.
L'espèce est considérée comme vulnérable (VU) en tant que nicheuse sur la liste rouge régionale des oiseaux nicheurs de Provence-Alpes-Côte d'Azur, quasi-menacée (NT) sur la liste rouge des oiseaux nicheurs du Languedoc-Roussillon, vulnérable (VU) sur la liste rouge des oiseaux nicheurs du Poitou-Charentes et en préoccupation mineure (LC) dans les Pays de la Loire. En Bretagne, l'espèce est considérée comme vulnérable (VU) en tant que nicheuse et quasi-menacée (NT) en tant que migratrice. En Normandie, l'espèce est considérée comme en danger critique d'extinction (CR) en tant que nicheuse et en danger (EN) en tant qu'hivernante. Enfin, dans le Nord-Pas-de-Calais, l'avocette est considérée comme vulnérable (VU) en tant que nicheuse. En Belgique, en Wallonie, l'espèce est considérée comme vulnérable (VU).

### Menaces

Pollution (marée noire) de l'Erika sur les côtes françaises durant l'hiver 1999-2000.

Différentes menaces, la plupart d'origine anthropiques, pèsent sur l'Avocette élégante. La population européenne est relativement réduite et localisée à un nombre de sites très restreint, plus particulièrement en hiver. On note, en outre, que plusieurs sites majeurs d'hivernage sont situés à proximité de sites portuaires pétroliers. Le risque pétrochimique est donc important pour l'espèce, comme en témoigne la collision entre deux navires butaniers en janvier 2006 dans l’estuaire de la Loire. On peut ajouter le risque de marée noire, avec l'exemple de la catastrophe écologique de l'Erika, qui a entraîné une chute des effectifs hivernants français en 1999-2000.
Le changement climatique a un effet non négligeable sur le succès reproducteur de l'espèce et a également des répercussions sur son habitat littoral.
La perte d'habitat, en particulier via l'urbanisation littorale de plus en plus importante, constitue également un problème majeur,. La dégradation et la destruction des zones humides côtières, essentielles à sa reproduction, entraîne un dérangement plus fréquent des oiseaux et affecte leur reproduction, mais aussi leur repos et leur alimentation en restreignant les surfaces d'alimentation, que ce soit pour les poussins ou en période d'hivernage.
L'intensification des pratiques agricoles entraîne un assèchement important de certains marécages, par exemple 40 000 hectares de prairies humides ont été détruites dans le Marais poitevin. Une mauvaise gestion hydraulique, avec des variations trop importantes des niveaux d'eau, peut se révéler désastreuse pour les colonies, comme cela peut être le cas en baie de Somme,. On peut en outre citer l'abandon des pratiques traditionnelles dans les marais salants et l'abandon de parcelles exploitées qui modifient l'habitat caractéristique de l'espèce et les cortèges végétaux, défavorables pour les colonies.
D'autres exemples d'urbanisation plus spécifiques peuvent être cités, notamment la mise en place d'aménagements portuaires, par exemple en France dans l'estuaire de la Seine ou dans l'estuaire de la Loire. Dans ce dernier, les étendues de vasières ont diminué de 25 % en 20 ans seulement. Au Portugal ou en mer Jaune, l'urbanisation à outrance pose également problème. L'espèce peut aussi être affectée par la réduction des débits des fleuves dans certaines zones, par exemple en Chine.
La pollution est nocive pour l'Avocette élégante. Parmi les polluants incriminés, en Europe on peut citer les PCB, les insecticides, le plomb, le mercure ou encore le sélénium,. Ils sont retrouvés dans la composition des œufs et dans l'organisme des oiseaux.
Localement, la chasse ou encore la démoustication peuvent aussi entraîner des dérangements chez l'espèce et la destruction ou la perturbation de biotopes favorables On peut citer que l'espèce est sensible à plusieurs maladies, telles que le botulisme aviaire, et la grippe aviaire.
Enfin, l'espèce peut occasionnellement être affectée par la capture d'œufs pour alimenter des collections privées.

### Conservation

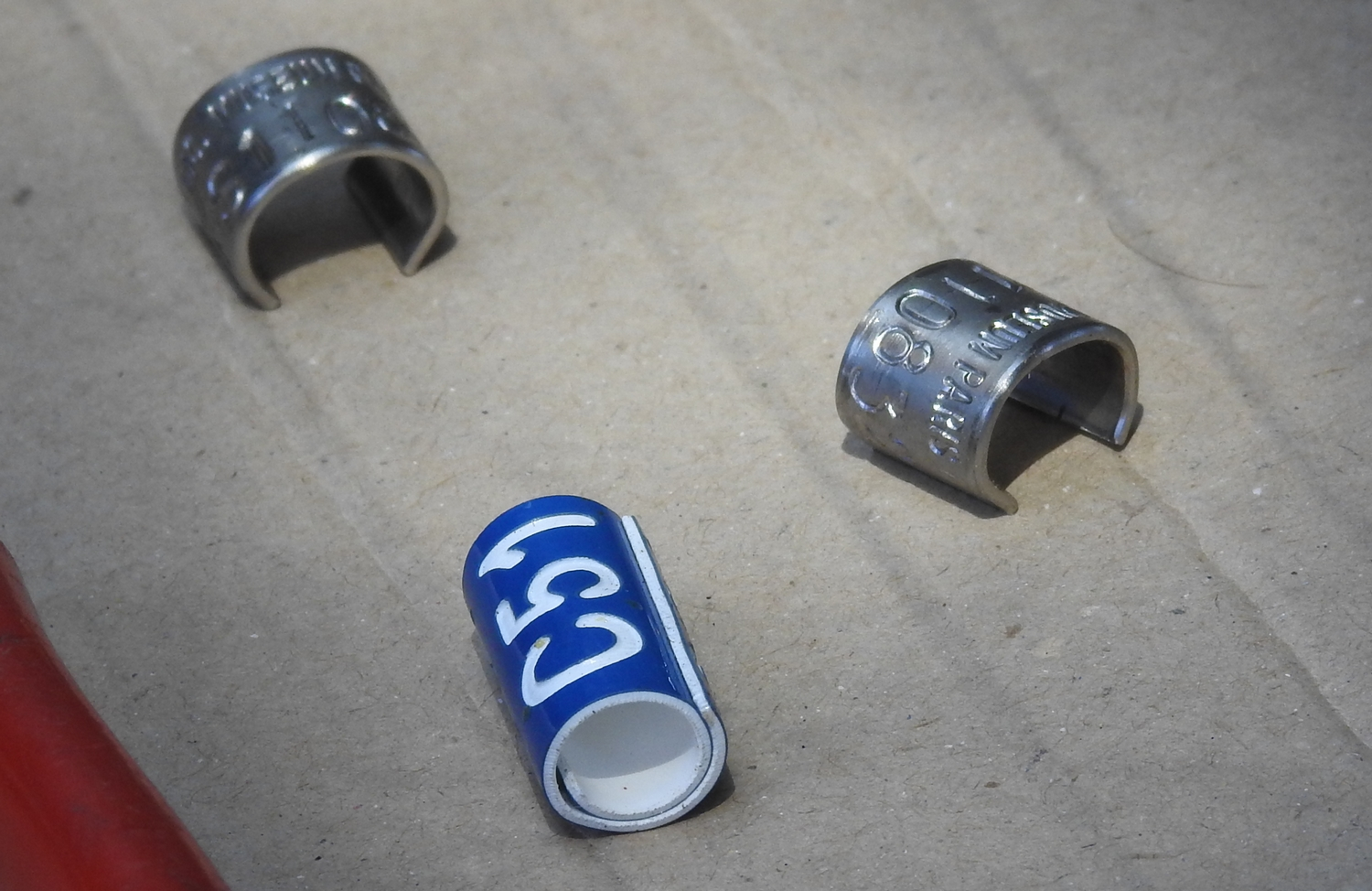
Bagues métalliques et bague Darvic lors du baguage d'un poussin d'avocette aux Salins-d'Hyères (Var).

L'espèce est protégée en France au titre de la loi sur la protection de la nature du 10 juillet 1976 et de ses arrêtés d’application. La directive de la Commission européenne sur les oiseaux de 1979 et la Convention de Berne sur la nature en Europe de 1979 lui assurent une protection légale totale, au motif d'interdiction de perturbation des oiseaux et de leurs nids. L'espèce est classée en annexe I de la Directive oiseaux, en Annexe II de la Convention de Berne et en Annexe II de la Convention de Bonn et est listée en catégorie B1 de l’Accord sur la conservation des oiseaux d'eau migrateurs d'Afrique-Eurasie (AEWA),.
La mise en place de réserves naturelles et de réserves maritimes, ainsi que de zones de protection spéciales (ZPS), ont eu un impact bénéfique pour la population ouest-européenne au cours du XXe siècle,.
Différentes mesures de gestion peuvent être mises en place pour favoriser son installation et sa reproduction. La construction de sites de nidification artificiels dans des zones côtières, en particulier des plages de galets ou des îles et des radeaux couverts de végétation clairsemée, peut attirer des couples nicheurs. On a également noté une augmentation du nombre de couples reproducteurs lors de l'introduction de bétail pour du pâturage sur les prairies côtières à proximité des sites de reproduction, diminuant la couverture végétale et permettant ainsi une meilleure visibilité et une plus grande détection des prédateurs.
De nombreux programmes de baguage couleur, avec une bague métallique et une bague colorée existent, notamment en Europe, permettant une meilleure compréhension par les ornithologues de l'écologie de l'espèce et de ses mouvements migratoires, ainsi qu'une plus grande précision dans l'observation de leur comportement en période de reproduction et une meilleure gestion des sites de reproduction,.

## L'Avocette et l'Homme

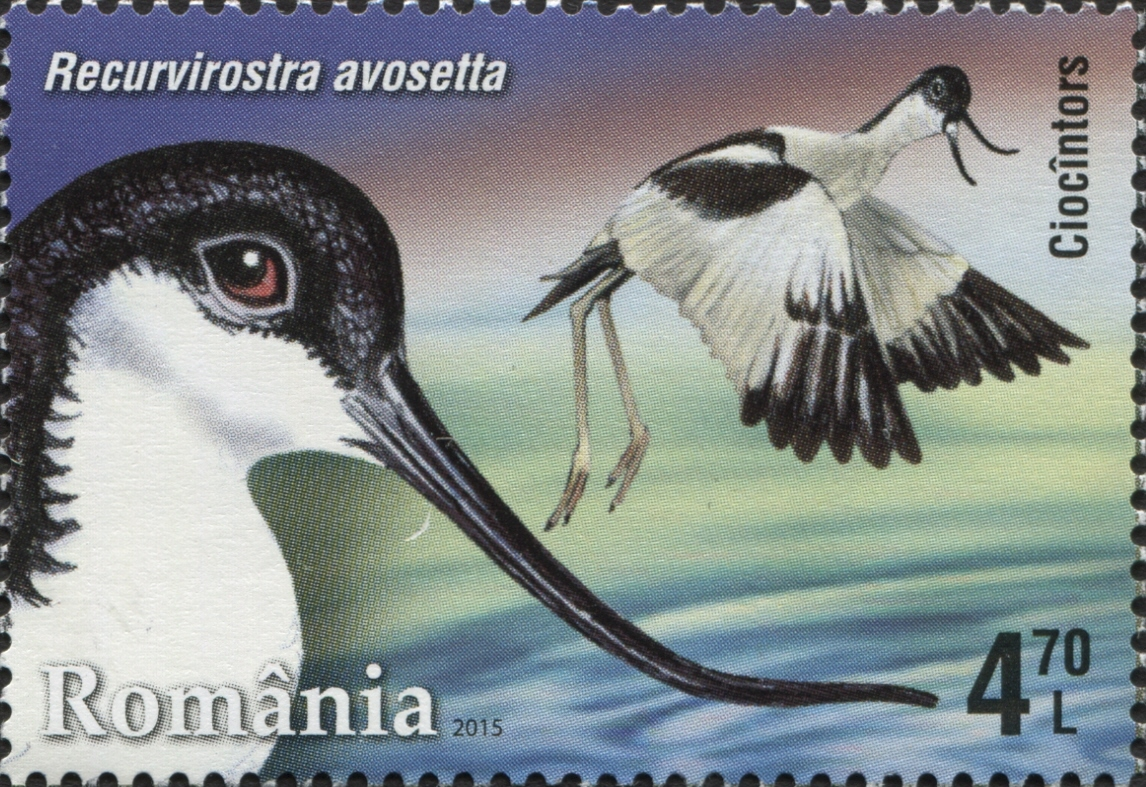
Timbre roumain représentant l'Avocette élégante.

L'Avocette élégante est l'emblème de la Royal Society for the Protection of Birds (RSPB), fondée en 1889, principale organisation de protection des animaux de Grande-Bretagne et d'Europe, avec un million de membres.
L'espèce est également représentée en philatélie, notamment dans la série belge des Oiseaux, illustrés par André Buzin. Elle apparait sur un timbre d'une valeur faciale de 0,46 euro en janvier 2006 sur lequel elle est représentée posée dans l'eau à proximité de plantes aquatiques et sur un autre de la même série en juin 2016, d'une valeur faciale de 0,72 euro, sur lequel elle est représentée en vol. Elle est également représentée sur un timbre édité par la poste de Hong Kong en octobre 2003, d'une valeur faciale de 1,40 $ HK, où l'on voit deux oiseaux posés sur une plage. En septembre 2007, la Royal Mail du Royaume-Uni émet un timbre illustrant une avocette dans une vasière, d'une valeur faciale de 1 £ UK, issu d'une série représentant les espèces d'oiseaux en progression dans le pays. Le Botswana émet en 2014 une série de quatorze timbres ayant pour sujet les oiseaux spectaculaires de la nation, l'un d'entre eux, d'une valeur faciale de 1,00 pulas représente une Avocette élégante. Enfin, en août 2015, la Roumanie émet un timbre représentant l'Avocette élégante, issu d'une série sur les oiseaux aquatiques et d'une valeur faciale de 4,70 leus.